# Glossar der Sexualität und Pornografie
Dieses Glossar der Sexualität und Pornografie ist ein Glossar mit Bezeichnungen zur Sexualität des Menschen und zur Pornografie sowie zu Sexualpraktiken – nicht gelistet sind sexualmedizinische und spezifische Bezeichnungen der LGBT-Gemeinschaft (siehe auch Liste von Abkürzungen in der Sexarbeit, Liste von untypischen sexuellen Interessen und Sexualsprache).

## Sexuelle Beschaffenheit und Orientierung

### Sexuelle Orientierung

Heterosexualität gegengeschlechtlich
schwul gleichgeschlechtlich: männliche Homosexualität
lesbisch gleichgeschlechtlich: weibliche Homosexualität
Bisexualität beidgeschlechtlich: Männer und Frauen
Asexualität ungeschlechtlich: Abwesenheit sexueller Anziehung anderen gegenüber
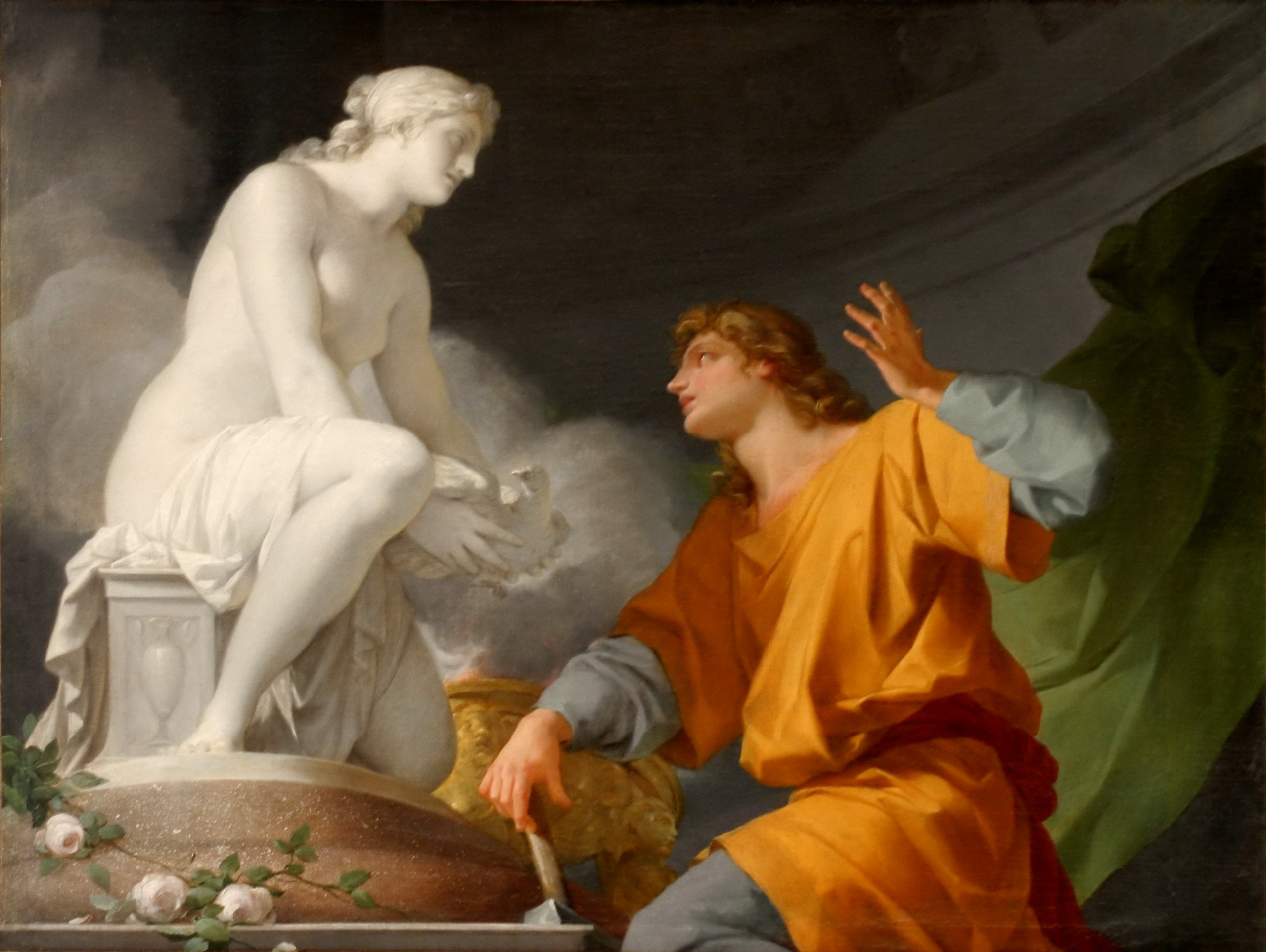
Objektsexualität sexuelle Orientierung auf unbelebte Objekte
Pansexualität allgeschlechtlich: ohne Vorauswahl nach Geschlecht oder Geschlechtsidentität
Polysexualität vielgeschlechtlich: auch zu Trans* und Transgender-Personen ↔ Gegenteil: Monosexualität

### Sexuelle Präferenzen, Fetische und pornografische Einteilung nach Merkmalen
- Präferenzen oder Fetische von Körperteilen und -merkmalen, wie der Fußfetischismus, Body worship, Amelotatismus, Feeding, (Scham-)Behaarung (vgl. Trichophilie), Brust-, Vulva- oder Penisgröße
- Präferenzen oder Fetische von Kleidung wie der Schuhfetischismus, Gummifetischismus, Transvestitischer Fetischismus, Cosplay, Reizwäsche, Latexkleidung, Lackkleidung oder Lederkleidung. Ist nur der Mann nicht bekleidet wird von „Clothed female, naked male“ (abgekürzt CFNM) gesprochen und umgekehrt von „Clothed male, naked female“ (abgekürzt CMNF).
- Präferenzen und Fetische gegenüber einzelnen Körperreizen, Ausscheidung oder Beschmutzung, wie der Geruchsfetischismus, Klismaphilie, Saliromanie, Rauchfetischismus, Melken oder Koprophilie
- Präferenzen gegenüber bestimmten Ethnien und Menschengruppen (zum Beispiel Asiaten, Amerikaner, Europäer, Afroamerikanern, Südländern, Muslimen, Latinos, Menschen mit Behinderung usw.)
- Präferenzen gegenüber bestimmten Altersgruppen, zum Beispiel Teens (junge Erwachsene in Pornos), Milfs (Frauen mittleren Alters) oder Gilfs (Frauen im Rentneralter), Mature als Ausdruck für reife Sexualpartner oder Pädophilie
- Präferenzen oder Fetische gegenüber Orten, wie Outdoor-Sex oder Abortfetischismus
- Präferenzen oder Fetische gegenüber Objekten wie Agalmatophilie

Siehe auch: Liste von Paraphilie

### Geschlechter/Gender

männliches Geschlecht
weibliches Geschlecht
Transgender
Intergeschlechtlichkeit
Drittes Geschlecht

## Sexualpraktiken
| Name                                                 | Bild | Beschreibung |
| ---------------------------------------------------- | ---- | --- |
| Ageplay                                              |      | Rollenspiele, bei denen die Teilnehmer so agieren, als hätten sie ein anderes Lebensalter, beispielsweise beim bekannten „Vater-Mutter-Kind“-Spiel von Kindern. Grundsätzlich kann das Alter der angenommenen Rolle über oder unter dem tatsächlichen Alter des Beteiligten liegen. |
| Analdehnung                                          |      | Sammelbegriff für Übungstechniken mit dem Ziel, die Schließmuskeln des menschlichen Anus zu dehnen. |
| Anale Masturbation                                   |      | autosexuell herbeigeführte anale Penetration oder durch anorektale Einführung von Gegenständen (Dildos / Vibratoren / Analplugs) beabsichtigte Stimulation von zusätzlichen extragenital lokalisierten erogenen Zonen (G-Punkt / P-Punkt) mit der Intention hierdurch die Orgasmusstärke zu potenzieren. |
| Analverkehr                                          |      | Einführen des erigierten männlichen Penis in den Anus des Sexualpartners. |
| Barebacking                                          |      | ungeschützter Geschlechtsverkehr |
| Blümchensex                                          |      | Deutsche Bezeichnung für eine sanfte, auf Zärtlichkeit ausgerichtete Sexualität, die sowohl Petting als auch – wenn auch nicht zwingend – Geschlechtsverkehr umfasst; auch als Kuschelsex bezeichnet. |
| Casual Sex (auch Gelegenheitssex oder Casual Dating) |      | Verschiedene Arten von sexuellen Aktivitäten außerhalb des Bereiches romantischer Beziehungen. |
| Brustwarzenstimulation                               |      | Verbreitete sexuelle Praktik, die oft in Verbindung mit anderen Praktiken, aber auch alleine ausgeübt wird. |
| Bukkake                                              |      | Gruppensexpraktik, bei der mehrere Männer auf eine weitere Person ejakulieren. Dies geschieht meist in Form der Ejakulation ins Gesicht, des Facial, einer Form der Gesichtsbesamung (auch Cumshot genannt). |
| Chem-Sex                                             |      | Sexualverkehr unter dem Einfluss von synthetischen Drogen. |
| Coitus interruptus                                   |      | Veraltete und sehr unsichere Methode der natürlichen Empfängnisverhütung, bei der der Geschlechtsverkehr so unterbrochen wird, dass die Ejakulation des Mannes außerhalb der Vagina und Vulva erfolgt, um das Vordringen der Spermien zur Eizelle im Eileiter der Frau zu verhindern. |
| Cuckold                                              |      | Bezeichnet einen Mann, der in einer festen Partnerschaft oder Liebesbeziehung durch den intimen Kontakt seiner Partnerin mit anderen Männern (Fremdgehen) sexuellen Lustgewinn erlangt. Dabei kann der Cuckold dominantes, voyeuristisches, masochistisches und/oder devotes Verhalten bevorzugen. |
| Cybersex                                             |      | Verschiedene Formen der virtuellen Erotik, sexueller Interaktion und Pornografie wie zum Beispiel Camsex, Sexsimulationen oder Sexting. |
| Daoistische Sexualpraktiken                          |      | Art Sex zu praktizieren, die dem Daoismus entstammt, jedoch nicht von allen Daoisten, die teilweise auch Mönche waren, ausgeführt wurden. |
| Deepthroating oder auch Gagging                      |      | Variante des Oralverkehrs, bei welcher ein Penis oder Dildo gänzlich im Rachen aufgenommen wird. |
| Dirty Talk                                           |      | Das Benutzen von erotisierenden oder sehr anschaulichen und direkten Wörtern vor oder während des Geschlechtsverkehrs zur Erhöhung der sexuellen Stimulation. |
| Dogging (Sexualpraktik)                              |      | Spielart von Exhibitionismus, bei der sich Menschen zum Sex an öffentlichen Plätzen, etwa im Wald oder auf Parkplätzen, treffen. |
| Doktorspiele und Klinikerotik                        |      | Unter Erwachsenen finden sich den Doktorspielen angelehnte Sexualpraktiken manchmal im BDSM-Kontext wieder (sexuelles Rollenspiel). Man nennt diese erotische Spielart auch Klinikerotik, Kliniksex oder, in Anlehnung an die weiße Kleidung von Ärzten und Pflegepersonal, weiße Erotik. |
| Erotische Elektrostimulation                         |      | Sexualpraktik, bei der Gleichstrom oder niederfrequente Wechselströme zur sexuellen Stimulation eingesetzt werden |
| Erotische Laktation                                  |      | Stillen eines erwachsenen Partners beziehungsweise eine Relaktation primär aus erotischen Gründen. |
| Erotisches Rollenspiel                               |      | Hierbei nehmen zwei oder mehr Sexualpartner teil, wobei jeder eine bestimmte Rolle übernimmt und sich dieser Rolle entsprechend verhält und gegebenenfalls kleidet oder verkleidet, um sich und/oder dem Partner Lust zu verschaffen. |
| Exhibitionismus                                      |      | Sexualpräferenz, bei der die betreffende Person es als lustvoll erlebt, von anderen (meist fremden) Personen nackt oder bei sexuellen Aktivitäten beobachtet zu werden. Er stellt damit das Gegenstück zum Voyeurismus dar. |
| Facesitting                                          |      | Sexualpraktik, bei der ein Sexualpartner sich mit seinem Geschlechtsteil und/oder seinem Gesäß auf das Gesicht des anderen setzt. Dies kann sowohl nackt als auch angekleidet geschehen. |
| Felching                                             |      | Sexualpraktik bei der eine Person nach der Ejakulation Samen (meist eigenen) aus der Vagina oder dem Anus des Partners saugt, unter Umständen mit Hilfsmitteln wie Strohhalmen. |
| Femdom                                               |      | Abkürzung für Female dominance (engl. für „weibliche Dominanz“) und bezeichnet Varianten des BDSM, in denen eine Frau die dominante Rolle einnimmt. Der Ausdruck kann auch die dominante Frau selbst bezeichnen. In Anlehnung dazu nennt man die von Männern ausgeübte Dominanz oder den männlichen Dominanten Maledom (engl. male „Mann“ oder „männlich“). |
| Fingern                                              |      | Sexuelles Befriedigen der Vulva, Vagina oder des Afters mit den Fingern oder der Hand. „Sich selbst fingern“ ist synonym für die weibliche Masturbation. Es ist das weibliche Äquivalent zum männlichen Handjob (die manuelle Stimulation des Penis) und mag als penetrativer oder nichtpenetrativer sexueller Akt durchgeführt werden. Abzugrenzen bleibt es vom Fisting oder ähnlichen sexuellen Praktiken. |
| Fisting                                              |      | Sexuelle Praktik bei der mehrere Finger bis hin zu einer oder mehreren Händen in die Vagina (brachiovaginal) oder den Anus (brachioproktisch) eingeführt werden. |
| Flotter Dreier                                       |      | Umgangssprachliche Bezeichnung für die Ausübung von Geschlechtsverkehr zwischen drei Personen und stellt damit die kleinstmögliche Variante von Gruppensex dar. |
| Frotteur                                             |      | Mensch, der dadurch sexuell stimuliert wird, dass er sich an anderen Menschen reibt. |
| Geschlechtsverkehr                                   |      | Traditionelles Verständnis ist die heterosexuelle Vereinigung zweier Sexualpartner, bei der der Mann den erigierten Penis in die Vagina der Frau einführt – den Vaginalverkehr. |
| Griff der Kleopatra                                  |      | Beim Griff der Kleopatra kontrahieren die Vaginalmuskeln um den eingeführten Penis und massieren ihn. Der Mann liegt bei der Stellung flach auf dem Rücken. Beide Partner verhalten sich still, ohne ihre Hüften zu bewegen und ohne rhythmischen Stöße. Die auf allen vieren über dem Mann kniende Frau zieht den erigierten Penis durch An- und Entspannen ihrer Vaginalmuskeln in sich hinein. Die Frau benötigt für die Praktik starke Vaginalmuskulatur und Übung. Das Anspannen der Beckenbodenmuskulatur wirkt für sie lustfördernd. Die Technik ist im Tantra als Pompoir(Tamil) bekannt. Weitere Begriffe sind Bhaga Asana (Sanskrit) und Playing the flute (englisch).                                 |
| Gruppenmasturbation                                  |      | Sexualpraktik, bei der eine Gruppe von meist männlichen Personen einen Kreis bildet und sich selbst oder gegenseitig masturbiert. |
| Gruppensex                                           |      | Sexualpraktik, an der mehr als zwei Personen beteiligt sind. Haben drei Personen Sex miteinander, nennt man dies eine Triole oder umgangssprachlich auch einen „flotten Dreier“. Gruppensex wird oft als Partnertausch zwischen zwei oder mehreren Paaren praktiziert. Zu Gruppensex kommt es häufig auf Swingerpartys und in eigens dafür eingerichteten Swingerclubs. |
| Gangbang                                             |      | Eine besondere Form des Gruppensex ist der Gangbang (engl.), für den eine extreme Überzahl dominanter oder aktiv-penetrierender Teilnehmer und die abwechselnde Penetration weniger submissiver oder passiv-rezeptiver Teilnehmer charakteristisch ist. Dagegen sind bei einem Reverse Gangbang die empfangenden Teilnehmer in der großen Überzahl. Übt der empfangende Teilnehmer Fellatio an einer größeren Gruppe penetrierender Teilnehmer aus, ohne vaginal oder anal penetriert zu werden, ist von einem Blowbang die Rede. |
| Handjob                                              |      | Sexualpraktik, bei der ein Sexualpartner den Penis des anderen allein mit der Hand meist bis zur Ejakulation stimuliert. |
| Harnröhrenstimulation                                |      | Sexualpraktik, bei der die männliche oder weibliche Harnröhrenöffnung (lat. Ostium urethrae externum) beziehungsweise die Harnröhre (lat. Urethra) stimuliert wird. Dies kann entweder manuell oder durch das Einführen von Objekten geschehen. |
| Hodensackinfusion                                    |      | Sexpraktik wo sterile isotone Kochsalzlösung langsam in den Hodensack des Mannes infundiert. Dies führt zu einem geschwollenen, schwer hängenden Hodensack, was bei entsprechenden Vorlieben als erotisch empfunden wird. Es handelt sich also um eine absichtlich induzierte Hydrozele. |
| Injakulation                                         |      | Ein männlicher Orgasmus durch einen (Finger-)Druck („Sächsischer Griff“) auf einen Genital-Punkt (Millionen-Dollar-Punkt, Saxonus, auch Jen-Mo-Punkt) zwischen Hodensack und After oder durch Anspannung des Musculus pubococcygeus (PC-Muskel) und die Ejakulation nach außen verhindert wird. Dieser Begriff ist von der retrograden Ejakulation nach einer entsprechenden Operation zu unterscheiden, bei der es zu einem Rückfluss des Spermas in die Blase kommt. |
| Karezza                                              |      | Sexualpraktik, bei der der Mann bewusst und willentlich auf den Samenerguss verzichtet |
| Kunyaza                                              |      | Traditionell in Ruanda angewandte Methode bedeutet wörtlich übersetzt „zum Urinieren bringen“. Erreicht werden soll damit ein weiblicher Orgasmus besonderer Qualität, der mit einer weiblichen Ejakulation verbunden ist. |
| Kuss                                                 |      | Körperkontakt mit dem Mund bei einer Person oder einem Gegenstand. |
| Kitzeln                                              |      | Erotisches Spiel zwischen zwei Partnern, was zum Sexualleben beitragen soll. Während dem passiven Partner die Möglichkeit gegeben wird, Hemmungen abzubauen, sich fallen zu lassen und sich dem anderen anzuvertrauen, kann der aktive Partner lernen, die Wünsche des anderen zu erspüren. |
| Masturbation                                         |      | Eine – überwiegend manuelle – Stimulation der eigenen Geschlechtsorgane, die in der Regel zum Orgasmus führt. Dabei können auch verschiedene Hilfsmittel zum Einsatz kommen. |
| Mammalverkehr (auch Busen-Sex oder Tittenfick)       |      | Form des Geschlechtsverkehrs, bei der das Geschlechtsorgan des Sexualpartners an den Brüsten der Partnerin gerieben wird. Sie kann sowohl zwischen einem Mann und einer Frau wie auch zwischen zwei Frauen praktiziert werden. |
| Maschinensex                                         |      | Sexualpraktik, bei der man durch passende Sextoys maschinell zum Orgasmus gebracht werden kann. Ein Sexualpartner ist dafür nicht erforderlich. |
| Öffentlicher Geschlechtsverkehr                      |      | Geschlechtsverkehr, der im öffentlichen Raum stattfindet oder von dort frei einsehbar ist. |
| Oralverkehr                                          |      | Sammelbegriff für Sexualpraktiken, bei denen ein Sexualpartner die Genitalien des anderen mit dem Mund (den Lippen, der Zunge, den Zähnen) stimuliert. |
| Orgie                                                |      | Bezeichnung für gemeinschaftliche Handlungen, mit denen bewusst gegen die Sitten verstoßen wird, insbesondere gegen die sexuellen Sitten. |
| Pegging (Sexualpraktik)                              |      | sexuelle Praktik, bei der ein Mann (oder auch eine Frau) von einer Frau mittels eines Strap-ons anal penetriert wird. |
| Petting                                              |      | sexuelle Handlungen zwischen Menschen, die jede Art von sexueller Stimulation ohne Vollzug des Geschlechtsverkehrs umfassen. |
| Prostatamassage                                      |      | Sexualpraktik zur sexuellen Stimulation. |
| Quickie                                              |      | „Schnelle Nummer“: (spontaner) sexueller Verkehr, insbesondere Geschlechtsverkehr mit stark verkürztem oder gänzlich ohne Vorspiel. |
| Schenkelverkehr                                      |      | Die sexuelle Stimulation eines Mannes durch Reibung seines Penis zwischen den Oberschenkeln einer anderen Person. |
| Sexualmagie                                          |      | Sexuelle und magische Praktiken im Kontext des modernen westlichen Okkultismus und weiter gefasst moderner spiritueller Bewegungen in der westlichen Welt und die damit verknüpften Konzepte. |
| Snowballing (auch Cum Swapping oder kürzer Cumswap)  |      | Sexualpraktik, bei der während des Oralverkehrs Sperma im Mund gesammelt wird, um es zum Beispiel im Rahmen eines Zungenkusses einer anderen Person zu übergeben. |
| Sodomie                                              |      | Sexualverhalten, das nicht der Fortpflanzung in der Ehe dient (nichtregenerativ). Für die sexuelle Vorliebe für Tiere siehe Zoophilie. |
| Stealthing                                           |      | Missbrauchende Sexualpraktik, wo der Sexualpartner sein Kondom heimlich und ohne Einwilligung des anderen Partners entfernt und ohne Kondom in dessen Körper eindringt. |
| Tease and Denial                                     |      | Sammelbegriff für all jene sexuellen Praktiken, die eingesetzt werden, um die sexuelle Erregung intensiv zu steigern, ohne jedoch einen Orgasmus zu erreichen. Diese sexuellen Spielarten sind meist Teil einer partnerschaftlichen Sexualbeziehung, unabhängig von Geschlecht, sexueller Neigung und Orientierung. |
| Telefonsex                                           |      | Befriedigung sexueller Wünsche über das Gespräch am Telefon. |
| Trockener Sex                                        |      | Eine in Subsahara-Afrika verbreitete Sexualpraktik. Bekannt wurde trockener Sex vor allem im Zusammenhang mit Aids, da er eine Übertragung des HI-Virus erleichtert. Für trockenen Sex führt die Frau sich ein Pulver (aus zerriebenen Kräutern, Wurzeln oder sogar kleinen Steinchen) oder Aluminiumhydroxidsteinchen in ihre Vagina ein. Der Lubrikation wird damit entgegengewirkt, denn das Vaginalsekret wird durch das Pulver gebunden. Der Scheidenvorhof und die Scheide werden somit künstlich trocken gehalten, wodurch sich für den Penis des Mannes beim Geschlechtsverkehr der Reibungswiderstand und vermeintlich der Lustgewinn erhöht. Daraus folgen schmerzhafte Verletzungen der Scheidenhaut. |
| Urethralverkehr                                      |      | Geschlechtsverkehr unter Einbeziehung der Harnröhre. Dabei wird der Penis des Mannes in die weibliche Harnröhre eingeführt. |
| Vaginalverkehr                                       |      | Gemischtgeschlechtliche menschliche körperliche Vereinigung mit dem Einführen eines erigierten Penis in die Vagina einer Frau |
| Verbalerotik                                         |      | Bezeichnung für ein Interesse am Reden oder Prahlen über sexuelle Phantasien und (angebliche) Sexualerlebnisse, das die tatsächliche sexuelle Erfahrung aller Vermutung nach übertrifft. |
| Voyeurismus                                          |      | Form der Sexualität, bei der ein Voyeurist (umgangssprachlich auch Spanner genannt) durch das Betrachten von seiner Präferenz entsprechenden, sich entkleidenden oder nackten Menschen oder durch das Beobachten sexueller Handlungen sexuell erregt wird. |
| Wifesharing                                          |      | Das Teilen der Ehefrau, Lebensgefährtin oder festen Freundin mit einem anderen Mann zum Zwecke des Geschlechtsverkehrs. |
| Name                                                 | Bild | Beschreibung |

### Sexstellungen
| Name                       | Ergänzungen | Bild | Beschreibung |
| -------------------------- | --- | ---- | --- |
| Anilingus                  | Rimming oder Rim-Job; auch als Oroanalkontakt, Zungenanal, Afterlecken                                                               |      | Orale Sexualpraktik bei welcher der Anus, meist inklusive Dammregion, mit Lippen und Zunge stimuliert wird. Dies kann sowohl oberflächlich als auch durch Penetration des Anus mit der Zunge erfolgen. |
| Chinesische Schlittenfahrt | finnische Schlittenfahrt |      | Position beim Vaginalverkehr in der der Mann in eine kniende oder hockende Position geht und der Partner liegt vor ihm auf dem Rücken. Der Mann hebt das Becken der Frau auf seine Oberschenkel und führt seinen Penis in sie ein, so dass er zwischen ihren Schenkeln kniet. |
| Coitus a tergo             | „Geschlechtsverkehr von hinten“ oder auch vis a tergo (lat. „Kraft von hinten“), häufig verkürzt auf a tergo (lat. für „von hinten“) |      | Zusammenfassende Bezeichnung für mehrere Stellungen und Varianten, den Geschlechtsverkehr zu praktizieren, bei denen ein Partner den Rücken des Andern im Blickfeld hat. |
| Hündchenstellung           | Variante von Coitus a tergo |      | Bei der Hündchenstellung (auch unter dem englischen Begriff Doggystyle bekannt) kniet der passive Partner auf allen vieren, der aktive Partner nähert sich ihm von hinten und führt seinen Penis ein. Dabei können sowohl die Vagina als auch der Anus penetriert werden. |
| Löffelstellung             | Variante von Coitus a tergo |      | Bei der Löffelstellung liegen die Partner auf der Seite, und der aktive Partner dringt von hinten in den Anus oder die Vagina des passiven Partners ein. |
| Cunnilingus                | |      | Form des Oralverkehrs in der Sexualität, bei dem der Sexualpartner (gleich welchen Geschlechts) die äußeren weiblichen Geschlechtsorgane – die Klitoris, die Schamlippen oder den Scheideneingang– mit der Zunge und den Lippen erregt. |
| Fellatio                   | |      | Form des Oralverkehrs, bei der der Penis durch Mund, Zunge und Lippen – beim sogenannten Deepthroating auch durch die Rachenregion – des Sexualpartners stimuliert wird; Lutschen, Blasen und Saugen am Penis sind ebenfalls möglich. |
| Flanquette                 | Flanke |      | Eine heterosexuelle Sexstellung, bei der beide Partner auf der Seite liegen und sich halb zueinander wenden. |
| Missionarsstellung         | |      | Die Frau liegt mit gespreizten Beinen auf dem Rücken und der Mann auf ihr. Bei Geschlechtsverkehr unter Männern ist bei der Missionarsstellung der penetrierende Partner ebenfalls oben. |
| Neunundsechzig             | 69 |      | Sexuelle Stellung, bei der beide Partner einander gleichzeitig oral befriedigen. Dabei liegen die Partner übereinander oder auf die Seite gedreht, sodass das Gesicht des einen Partners bei den Genitalien des anderen liegt und andersherum. So können der Penis und der Hodensack des Mannes und die äußeren Geschlechtsorgane der Frau (Klitoris, Schamlippen, Vulva) gleichzeitig durch den Mund (die Lippen, die Zunge, die Zähne) des anderen oral stimuliert und liebkost werden. |
| Reitstellung               | Reiten, Reiterstellung |      | Hierbei liegt der penetrierende Partner auf dem Rücken; der penetrierte Partner steigt über ihn und führt sich in kniender oder hockender Stellung das Glied in die Vagina oder den Anus ein. Insbesondere ist diese Stellung auch geeignet, wenn der penetrierende Partner (z. B. durch Verletzungen oder körperliche Behinderungen) in seiner Bewegungsfähigkeit eingeschränkt ist. |
| Tribadie                   | Tribadismus |      | Nicht penetrative sexuelle Praktik, bei der eine Frau ihre äußeren Genitalien zum Zweck der klitoralen Stimulation an ihrem Partner reibt. Überwiegend wird der Begriff im Zusammenhang mit einer gleichgeschlechtlichen Praktik unter Frauen verwendet, es kann sich aber auch unabhängig von der sexuellen Orientierung auf das Reiben der Vulva und der Klitoris an einem Gegenstand beziehen.                                                                                         |
| Tea bag                    | |      | Variante des Geschlechtsverkehrs, bei dem ein Mann seinen Hodensack auf das Gesicht oder auf den Kopf eines Sexualpartners legt oder in dessen/deren Mund einführt. Der Name Tea bag bezieht sich auf die Ähnlichkeit der Praktik mit der Verwendung eines Teebeutels (englisch: Tea bag) und heißem Wasser. Als eine nicht-penetrative Form des Geschlechtsverkehrs kann es als eigenständige Spielart oder als Vorspiel angesehen werden.                                               |
| Wiener Auster              | |      | Die Frau liegt auf dem Rücken und verschränkt ihre Beine hinter dem Kopf des Mannes. Der Mann dringt ein und legt sich mit seinem ganzen Gewicht auf die Frau. Beim Eindringen verspürt er einen verstärkten Druck auf seinen Penis. Bei Variationen der Wiener Auster kann die Frau auch die Füße hinter dem Nacken des Mannes kreuzen. |
| Name                       | Ergänzungen | Bild | Beschreibung |

### BDSM
| Name                                        | Bild | Beschreibung |
| ------------------------------------------- | ---- | --- |
| Atemkontrolle                               |      | Herbei wird die Atmung des passiven Partners (Bottom) entweder erschwert oder für kurze Zeiträume gänzlich unterbunden. |
| Bottom                                      |      | Ene Person, die für die Dauer einer Spielszene (Session) oder innerhalb einer Beziehung die passive oder unterwürfige Rolle einnimmt. |
| BDSM-Emblem                                 |      | Besonderes Erkennungszeichen aus dem Bereich BDSM bezeichnet. |
| Cock and Ball Torture                       |      | Sexuelle, lustvoll-schmerzliche Stimulation von Penis und Hodensack. |
| Cover (BDSM)                                |      | gebräuchlicher Begriff für einen „Schutzengel“ bei Blinddates. |
| Dungeon (BDSM)                              |      | Räumlichkeit, die für entsprechende BDSM-Aktivitäten speziell hergerichtet ist. |
| Erotische Demütigung                        |      | Einvernehmliche Technik, um erotische oder sexuelle Erregung für die Person zu erzeugen, die gedemütigt und erniedrigt wird. |
| Erotic Power Exchange                       |      | Eine Beziehungsform innerhalb der BDSM-Szene, die Sadomasochismus enthalten kann, mit Schwerpunkt jedoch auf die Verschiebung der sexuellen Kontrolle vom passiven zum aktiven Partner (Domi) |
| Erziehungsspiel                             |      | Besondere Ausprägung einverständlich durchgeführter sadomasochistischer Praktiken oder des erotischen Spanking. |
| Facesitting                                 |      | Sexualpraktik, bei der ein Sexualpartner sich mit seinem Geschlechtsteil und/oder seinem Gesäß auf das Gesicht des anderen setzt. Dies kann sowohl nackt als auch angekleidet geschehen. |
| Femdom                                      |      | Abkürzung für Female dominance (engl. für „weibliche Dominanz“) und bezeichnet Varianten des BDSM, in denen eine Frau die dominante Rolle einnimmt. Der Ausdruck kann auch die dominante Frau selbst bezeichnen. In Anlehnung dazu nennt man die von Männern ausgeübte Dominanz oder den männlichen Dominanten Maledom (engl. male „Mann“ oder „männlich“). |
| Figging                                     |      | Sexualpraktik im BDSM, bei der ein vorbereitetes Stück Ingwer (ähnlich wie ein Zäpfchen oder ein kleiner Butt Plug) als Fremdkörper in Anus und Rektum des Bottoms eingeführt wird. |
| Flagellantismus                             |      | Sexuelle Vorliebe dafür, sich entweder selbst zu schlagen oder von einem Partner schlagen zu lassen. |
| Keuschheitsgürtel (auch Florentiner Gürtel) |      | Instrument zum Teilentzug der Selbstkontrolle, das heute vor allem bei BDSM-Praktiken angewendet wird. Es soll den Geschlechtsverkehr beziehungsweise die Masturbation des Trägers verhindern. Die typische Konstruktion besteht aus einem Stahlgürtel um die Taille in Verbindung mit einem Stahlband durch den Schritt und einem Schloss. Auch abweichende Konstruktionen für die Anwendung beim Mann (siehe Peniskäfig) sind gebräuchlich.                                                  |
| Knebel (Mund)                               |      | Bei einigen Sexualpraktiken aus dem Bereich des BDSM werden Knebel verwendet, üblicherweise auf Basis einer einvernehmlichen, vernünftigen und sicheren Basis, des innerhalb der Subkultur so bezeichneten Prinzips Safe, Sane, Consensual. Häufig wird anstelle des deutschen Wortes auch der englische Ausdruck Gag verwendet. Bekannte Varianten sind der Ballknebel, Ringknebel, Trensenknebel, Ballonknebel, Penisknebel, Maulkorb, Klebeband, Tücher, Kieferspreizer und Schlauchknebel. |
| Lebendmöbel                                 |      | Erotisches Rollenspiel, das auch unter der Bezeichnung Forniphilie (von engl. forniphilia) bekannt ist und in verschiedenen Formen vorkommt. |
| Maledom                                     |      | Abkürzung für male domination („männliche Dominanz“) und bezeichnet die heterosexuelle Variante im BDSM, in der der Mann die dominante Rolle einnimmt. Das Gegenstück zu Maledom ist Femdom. |
| Masochismus                                 |      | Mensch der sexuelle Lust oder Befriedigung dadurch erlebt, dass ihm Schmerzen zugefügt werden oder er gedemütigt wird. |
| Metakonsens                                 |      | Umstrittene erotische Rollenspiele, die sich im Grenzbereich zwischen einvernehmlichem und nicht einvernehmlichem Handeln bewegen. Der Metakonsens wird im Deutschen seltener auch mit dem englischen Begriff „consensual non-consent“ (CNC, einvernehmliche Nichteinvernehmlichkeit) bezeichnet. |
| Mumifizierung (BDSM)                        |      | Sexuelle Praktik aus dem Bereich des Bondage, bei der der Körper oder einzelne Körperteile mit geeignetem Material umwickelt werden, was die Bewegungsfreiheit stark einschränkt. |
| Monohandschuh                               |      | Sexspielzeug, das zur physischen Fesselung eines Partners verwendet wird. Es wird dazu eingesetzt, die Arme in einer relativ bequemen Haltung auf den Rücken zu fixieren. Hierbei sind beide Arme ausgestreckt und, soweit anatomisch möglich, parallel angeordnet. Der gefesselte Partner kann sich aus eigener Kraft nicht befreien. |
| Peniskäfig (auch Keuschheitsschelle)        |      | Sexspielzeug zur Fesselung oder zum Teilentzug der Selbstkontrolle über männliche Genitalien. Er wird im Rahmen von BDSM-Aktivitäten eingesetzt und verhindert im Rahmen erotischer Rollenspiele die Erektion, Masturbation und teilweise auch den Orgasmus. |
| Ohnmachtsspiel                              |      | Hierbei wird absichtlich eine Ohnmacht herbeigeführt. Das Aufwachen kann mit einem euphorischen Gefühl verbunden sein. |
| Petplay                                     |      | Erotisches Rollenspiel, bei dem mindestens ein Partner die Rolle eines Tieres spielt. |
| Safeword                                    |      | Verwendetes Signalwort, mit dem der empfangende Partner anzeigen kann, dass er die Handlung nicht fortsetzen möchte. Im Rahmen einvernehmlich ausgeführter Praktiken gilt ein ausgesprochenes Safeword (auch aus rechtlichen Gründen) als unbedingte Verpflichtung zum sofortigen Aufhören. Der effiziente und vertrauensvolle Umgang mit Safewords ist eine der absolut notwendigen Voraussetzungen für BDSM.                                                                                 |
| Safe, Sane, Consensual.                     |      | Zwei unterschiedliche Konzepte innerhalb des BDSM, um bei potenziell risikobehafteten Aktivitäten Einvernehmlichkeit zwischen den Beteiligten sicherzustellen und damit die verwendeten Praktiken von strafbarer sexueller Gewalt klar abzugrenzen. Hierbei ist die Handhabung oder Beachtung von SSC sowohl entwicklungsgeschichtlich älter als auch weiter verbreitet als die von RACK. |
| Sadismus                                    |      | Das Ausüben von Macht oder Gewalt über andere Menschen oder auch Tiere ist für die betroffenen Patienten eine Quelle sexueller Erregung. |
| Spanking                                    |      | Schlagen auf das bekleidete oder entblößte Gesäß; im weiteren Sinne auch auf benachbarte Körperteile wie die Oberschenkel, den Rücken oder äußere Geschlechtsorgane. Die Schläge erfolgen mit der flachen Hand oder mit einem Gegenstand, etwa Rohrstock, Peitsche, Birkenrute, Teppichklopfer, Haarbürste, Paddle, Martinet, Tawse, Ochsenziemer oder ähnliche. |
| Subspace                                    |      | Zustandsveränderung des Bewusstseins, die der empfangende Partner (Sub oder Bottom) während einer Spielszene erfahren kann und die wegen ihrer Rauschähnlichkeit beliebt ist. Eine andere Bezeichnung dafür ist „Fliegen“. |
| Sinnesentzug                                |      | Entzug von sensorischen Reizen (also Sinneseindrücken, siehe auch Wahrnehmung). |
| Switch (BDSM)                               |      | Die Dauer einer Spielszene (Session), innerhalb einer Beziehung oder gegenüber verschiedenen Partnern sowohl die aktive als auch die passive Rolle einnehmen kann. Die andere Person wird jeweils analog zu der gewählten Rolle des Switch als Top (aktiv) oder Bottom (passiv) bezeichnet. Sowohl Switch, Bottom oder Top können männlich oder weiblich sein; der Begriff sagt nur etwas über die gewählte Rolle aus.                                                                         |
| Top (BDSM)                                  |      | Person, die für die Dauer einer Spielszene (Session) oder innerhalb einer Beziehung die dominantere, oftmals aktive Rolle einnimmt. Die andere Person wird Bottom genannt. |
| Total enclosure                             |      | Beschreibt das komplette Umschließen des Körpers mittels eines bestimmten Materials, zum Beispiel Latex (hier auch unter dem Begriff Heavy Rubber), Leder oder Lycra (hier unter dem Begriff Zentai). Total enclosure kann auch eine sensorische Deprivation unterstützen, indem der Tastsinn eingeschränkt wird. |
| Total Power Exchange                        |      | Bezeichnet ein Partnerschaftskonzept in der BDSM-Szene, das Sadomasochismus beinhalten kann, den Schwerpunkt jedoch auf D/s (Dominanz und Unterwerfung) legt. Die vollständige Unterwerfung des devoten Partners (häufig als Sub, Sklave/Sklavin oder Bottom bezeichnet) unter den dominanten Part (Herr/Herrin oder Top) wird angestrebt. |
| Vanillasex                                  |      | Praktiken, die keine Fetisch- oder BDSM-Elemente enthalten; von Heterosexuellen auch genutzt zur Kennzeichnung der Missionarsstellung als vanilla im Sinne von „schlicht, nur normal“. |
| Name                                        | Bild | Beschreibung |

#### Züchtigungsinstrumente
| Name                             | Bild | Beschreibung |
| -------------------------------- | ---- | --- |
| Birkenrute                       |      | Züchtigungsinstrument zur Auspeitschung. |
| Elastrator                       |      | Der Elastrator wird im BDSM-Bereich zur Quetschung der Brustwarzen oder kurzzeitigen Abschnürung des Hodensacks oder des Penis benutzt.                                                                  |
| Gerte                            |      | dünner, sehr biegsamer Stock. |
| Hodenparachute                   |      | Kegelförmige Manschette, die um den Hodensack gelegt wird. Man bezeichnet die Manschette wegen ihrer Ähnlichkeit mit einem Fallschirm als Parachute (engl. Fallschirm).                                  |
| Kantschu                         |      | Ist eine bei orientalischen und slawischen Völkern verbreitete, aus Leder geflochtene Riemenpeitsche, mit einem kurzen Stiel oder auch ohne Stiel nur an einer Schlaufe um das Handgelenk getragen.      |
| Klammer (BDSM)                   |      | Sexspielzeug, das zumeist von Tops im Rahmen von BDSM verwendet wird. Sie dienen sowohl zur Bestrafung wie auch zum Lustgewinn.                                                                          |
| Martinet (Züchtigungsinstrument) |      | mehrriemige, kleine Peitsche |
| Ochsenziemer                     |      | Schlagwaffe, die aus einem gedörrten Ochsenpenis hergestellt wird. |
| Paddle (Spanking)                |      | Züchtigungsinstrument im Bereich Spanking |
| Peitsche (BDSM)/Peitsche         |      | Gerät zum Schlagen |
| Prügelbock                       |      | Vorrichtung, meist aus Holz, für den Vollzug einer Prügelstrafe. |
| Rohrstock oder Schlagstock       |      | Schlagstock aus einer pseudo-verholzenden Pflanze, der im Vergleich zu einem Stock aus normalem Holz ein geringeres Gewicht aufweist und teilweise außerdem wesentlich elastischer ist.                  |
| Sexmaschine                      |      | Mechanisches Gerät, das dazu eingesetzt wird, einen Menschen sexuell zu stimulieren. Im BDSM zum Beispiel als Bestrafung, Teil von Bondage, Training (z. B. bei einer Fixierung) oder Orgasmuskontrolle. |
| Tawse                            |      | schottisches Werkzeug für die körperliche Bestrafung |
| Teppichklopfer                   |      | |
| Wartenbergrad                    |      | medizinisches Instrument für die neurologische Untersuchung der Schmerzwahrnehmung. |
| Name                             | Bild | Beschreibung |

## Sexuelle Hilfsmittel
- Anaphrodisiakum, Mittel, das den Geschlechtstrieb schwächt oder dämpft. Das Aphrodisiakum ist das entsprechende Antonym.
- Aphrodisiakum, Mittel zur Belebung oder Steigerung der Libido.
- Gleitmittel, Verminderung der Reibung beim Geschlechtsakt
- Lecktuch, Folie bezeichnet, die beim Sex auf die Vulva oder den Anus des Sexualpartners gelegt wird, um sich beim Oralverkehr vor der Übertragung von krankheitsauslösenden Keimen zu schützen.
- Penismanschette, ein Sexspielzeug und erotisches Hilfsmittel, um einerseits die Erektion des Mannes zu steigern und zu verlängern als auch das Lustgefühl und Lustempfinden bei der Frau oder dem rezeptiven Partner zu intensivieren.
- Penispumpe, Unterdruckpumpe, die als Hilfsmittel bei Impotenz eingesetzt wird, wenn also auf natürliche Weise keine ausreichende Versteifung des Gliedes zur Ausübung des Geschlechtsverkehrs erreicht werden kann.
- Potenzmittel, umgangssprachlich Wirkstoffe und Maßnahmen, die der Behebung der erektilen Dysfunktion (Impotenz) dienen sollen.

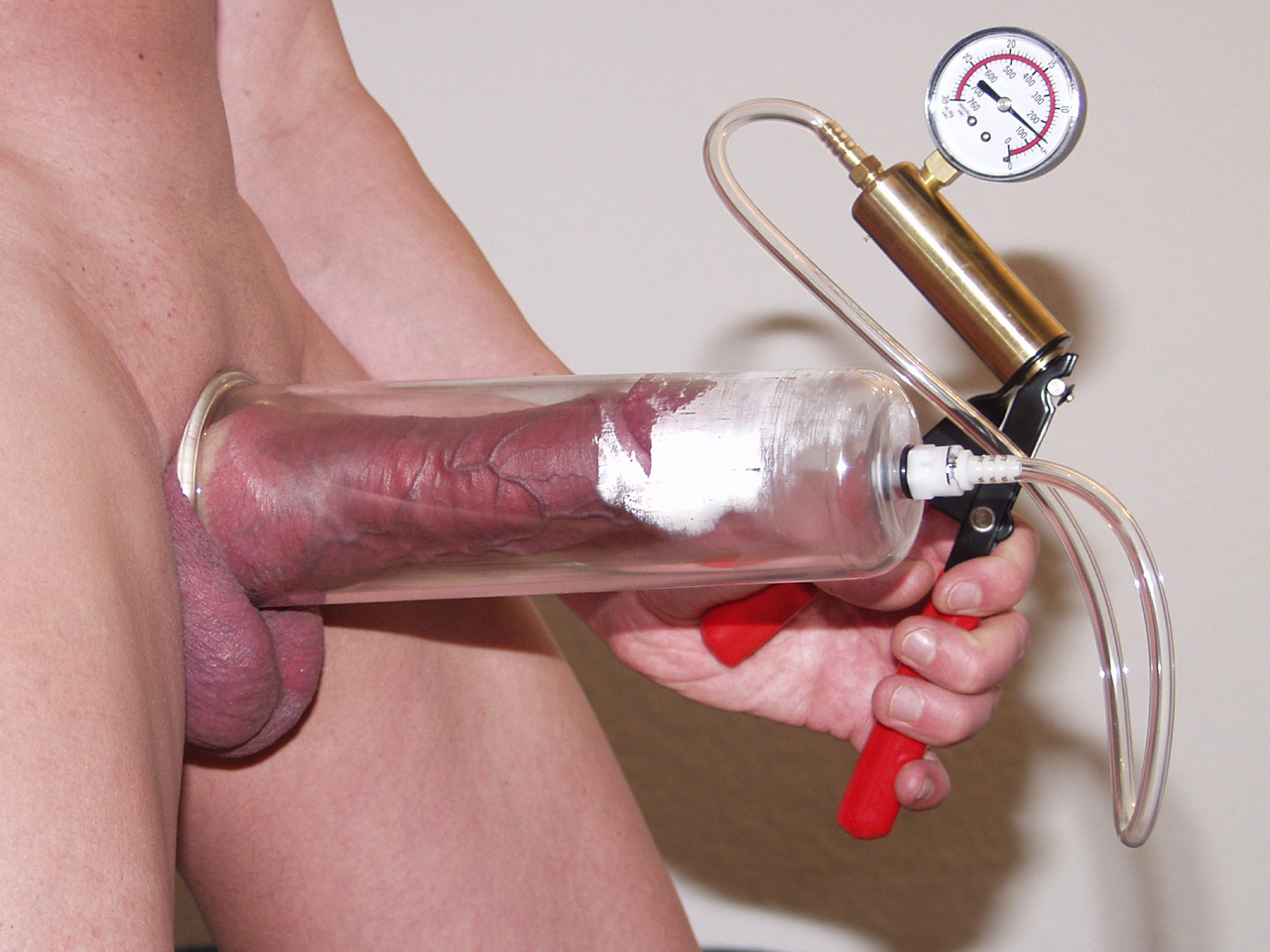
Eine Penispumpe
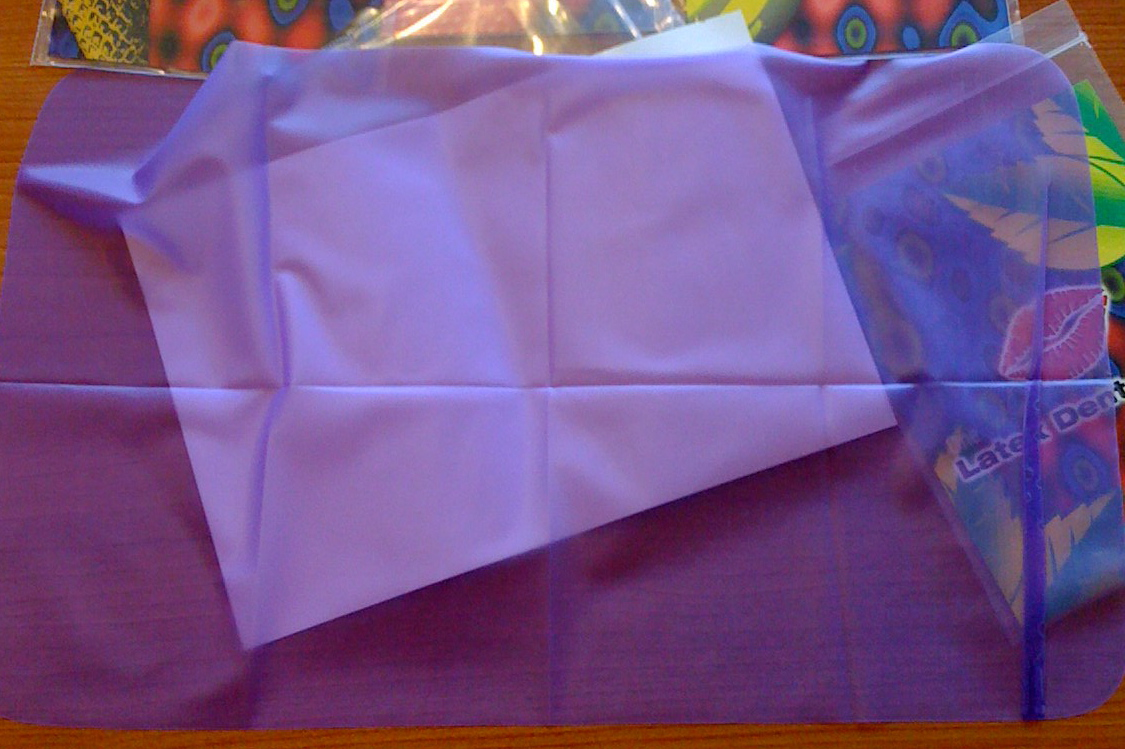
Lecktuch
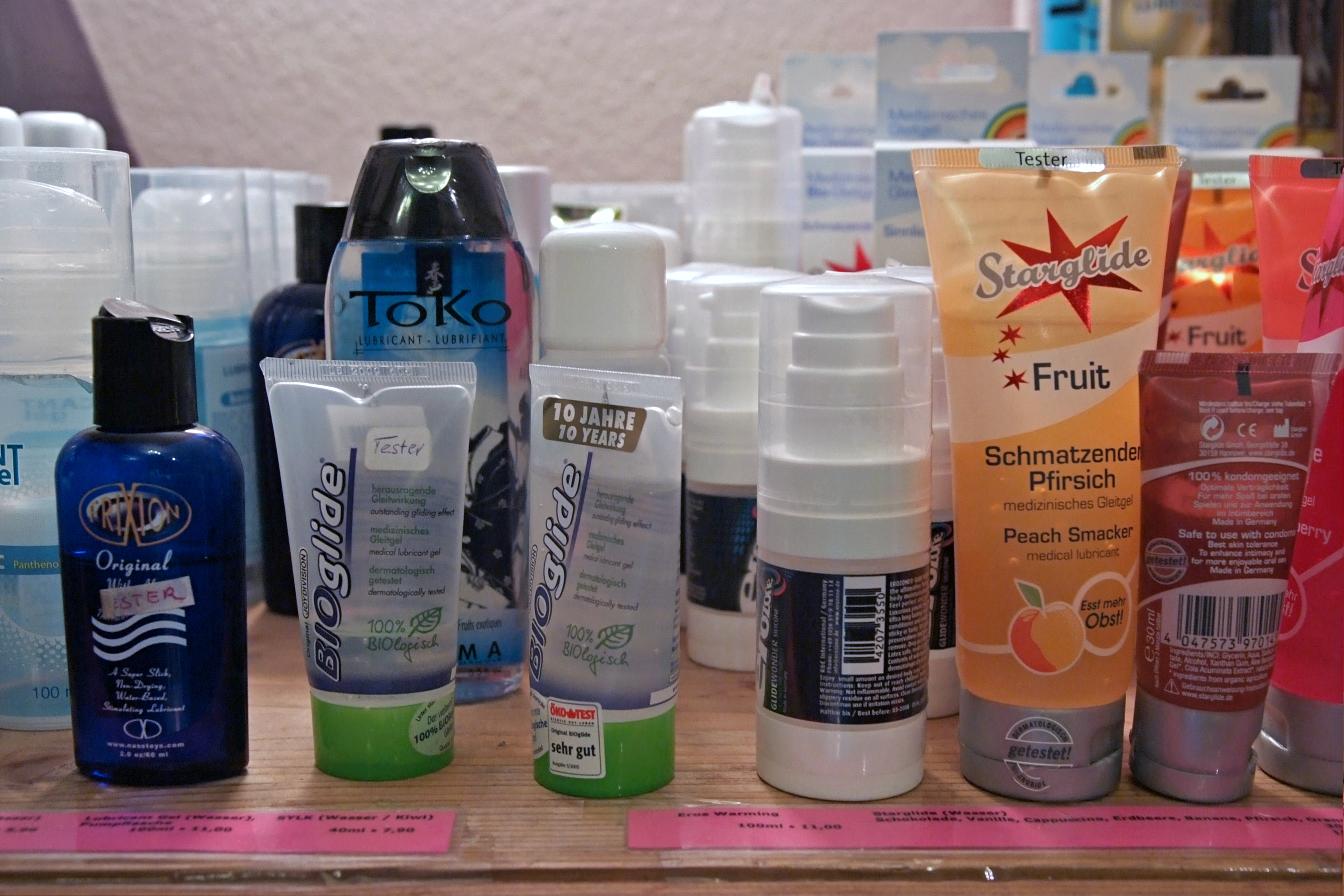
Gleitgel

### Sexspielzeug
| Name | Bild | Beschreibung |
| --- | ---- | --- |
| Butt-Plug (auch Buttplug oder Butt Pluggeschrieben und auch Analplug oder Analstöpsel)                                  |      | Eine Art Dildo, der in den Anus eingeführt wird und durch seine spezielle Form dort sicher verbleiben kann, ohne heraus- oder hineinzurutschen. Butt-Plugs werden sowohl von Männern als auch von Frauen verwendet. Sie dienen sowohl der Vorbereitung auf den Analverkehr als auch der sexuellen Stimulation. |
| Dilatator (auch Dilator oder Bougie)                                                                                    |      | Gerät zum Weiten (Bougierung) bestehender Körperöffnungen (z. B. Harnröhre, Anus, Speiseröhre, Vagina, Gebärmutterhals) oder künstlicher Zugänge wie des Stichkanals für die Anlage eines zentralen Venenkatheters oder einer Punktionstracheotomie |
| Dildo (auch Godemiché)                                                                                                  |      | Sexspielzeug, das in klassischer Form und Größe meist einem erigierten Penis gleicht. Allerdings ging man in den letzten Jahren dazu über, auch andere Materialien, Formen und Farben anzubieten. So werden Dildos für die weibliche Kundschaft oftmals in bunten Farben und fantasievollen Formen angeboten, während männliche Kunden oft naturgetreue Phallusformen bevorzugen. Der Dildo wird zur vaginalen oder analen Penetration zur Stimulation der Klitoris und des sog. G-Punkts bei Frauen oder der Prostata bei Männern während der Selbstbefriedigung eingeführt oder zur gegenseitigen Stimulation während des Sexspiels verwendet.             |
| Elektroplug (auch E-plug oder Reizstrom-Plug)                                                                           |      | Art Dildo, der in den Anus eingeführt wird. Elektroplugs werden sowohl von Männern als auch von Frauen verwendet. Sie dienen der Vorbereitung auf den Analverkehr sowie der erotischen Elektrostimulation durch die Zufuhr von Reizstrom. Verwendung finden Elektroplugs mit bi- oder monopolaren Reizstromgeräten, die Elektrizität zur TENS abgeben. |
| Fleshlight, Künstliche Vagina oder Masturbator                                                                          |      | Vorrichtung, die eine Vagina simuliert. Auch in Varianten für den Mund oder Anus erhältlich. |
| Harnröhrenplug |      | Ein Harnröhrenplug dient der Stimulation der Harnröhre und kann von Frauen und Männern gleichermaßen angewandt werden, es existieren aber auch spezielle Ausführungen nur für Männer |
| Hitachi Magic Wand (auch Magic Wand Original und Original Magic Wand, verkürzt auch Magic Wand genannt)                 |      | Elektrisch betriebeneses, stabförmiges Massagegerät mit einem vibrierenden Kopfteil. Das Gerät wurde ursprünglich entwickelt zur Behandlung von Muskelverspannungen und erlangte später Bekanntheit durch seine Einsatzmöglichkeit als Vibrator zur klitoralen Stimulation. |
| Hodenparachute |      | Kegelförmige Manschette, die um den Hodensack gelegt wird. Man bezeichnet die Manschette wegen ihrer Ähnlichkeit mit einem Fallschirm als Parachute (engl. Fallschirm). Die Manschette wird häufig aus Leder, aber auch aus oder mit Latex, Gummi oder Lack hergestellt. Oft sind außen Ziernieten oder auf der Innenseite kleine Stahlstifte befestigt, die für den Träger einen zusätzlichen sensorischen Reiz ausmachen sollen. An den Seiten der Manschette sind meistens Ketten mit einem Ring oder Haken befestigt. An diesem Ring können Gewichte angehängt werden, womit der Druck oder Zug auf den Hodensack reguliert wird.                        |
| Lustkugeln (auch Liebeskugeln, Analkugeln, Orgasmuskugeln, teilweise auch Lustperlen, Liebesperlen oder „Donnerkugeln“) |      | Es gibt unterschiedliche Sexspielzeuge, die mit dem Begriff Lustkugeln bezeichnet werden: - Rin-no-tama - Ben-wa - Analketten, Analperlen, Analkugeln |
| Penisring |      | Aus Leder, Latex, Gummi, Silikon, weichem Kunststoff oder Metallgefertigter Ring, der um Penis, Eichel oder Hodensack gelegt wird. Als Intimschmuck werden aus Metall (hand)gefertigte Ringe z. B. hinter der Eichel getragen. Ein Penisring kann bei einer erektilen Dysfunktion oder generell zur Verstärkung und Verlängerung der Erektion bei verschiedenen Sexualpraktiken eingesetzt werden. Um das Skrotum getragene Ringe halten die Hoden auch während des Orgasmus an einem Ort, was den Orgasmus verstärken soll. |
| Sexmaschine (auch Fickmaschine)                                                                                         |      | Mechanisches Gerät, das dazu eingesetzt wird, einen Menschen sexuell zu stimulieren |
| Sexpuppe |      | Lebensgroße Nachbildungen des menschlichen (meist weiblichen, aber auch männlichen), gelegentlich auch tierischen Körpers, die als Sexhilfen meist im Bereich der Selbstbefriedigung benutzt werden. Seltener werden mit diesem Begriff auch Puppen bezeichnet, die zur Demonstration der Geschlechtsorgane oder sexueller Vorgänge von Mensch und Tier eingesetzt werden, um die Sexualorgane oder sexuelle Vorgänge zu veranschaulichen, und die damit zu den Biomodellen gehören. |
| Sexroboter |      | Roboter oder eine elektronische Sexpuppe, die im Gegensatz zu einer reinen Sexmaschine meist ein anthropomorphisches Aussehen hat und für sexuelle Handlungen oder Fantasien genutzt wird. |
| Sybian |      | Ist ein mit einem Elektromotor betriebenes Sexspielzeug, das von David L. Lampert entwickelt wurde und durch dessen Firma Abco Research Associates in Monticello (Illinois) gefertigt und von dort weltweit vertrieben wird (siehe auch Sexmaschine). |
| Vibrator |      | Elektromechanische Sexspielzeuge in verschiedenen Formen und aus verschiedenen Materialien, die mit einem kleinen Elektromotor in Schwingung versetzt werden. Ursprünglich als medizinisches Gerät gegen die sogenannte „weibliche Hysterie“ entwickelt, sollen durch die Bewegung erogene Zonen am Körper stimuliert werden. Heute werden Vibratoren als Masturbationshilfe oder Sexspielzeuge im partnerschaftlichen Geschlechtsverkehr überwiegend für die sexuelle Erregung von Frauen konzipiert, können aber ebenso von Männern benutzt werden. Für bestimmte Areale des Körpers, beispielsweise Brust oder Anus, sind spezielle Vibratoren verfügbar. |
| Name | Bild | Beschreibung |

### Verhütungsmittel

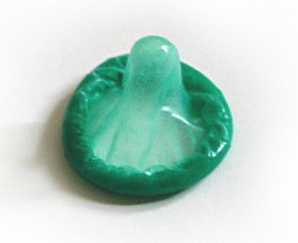
Das Kondom

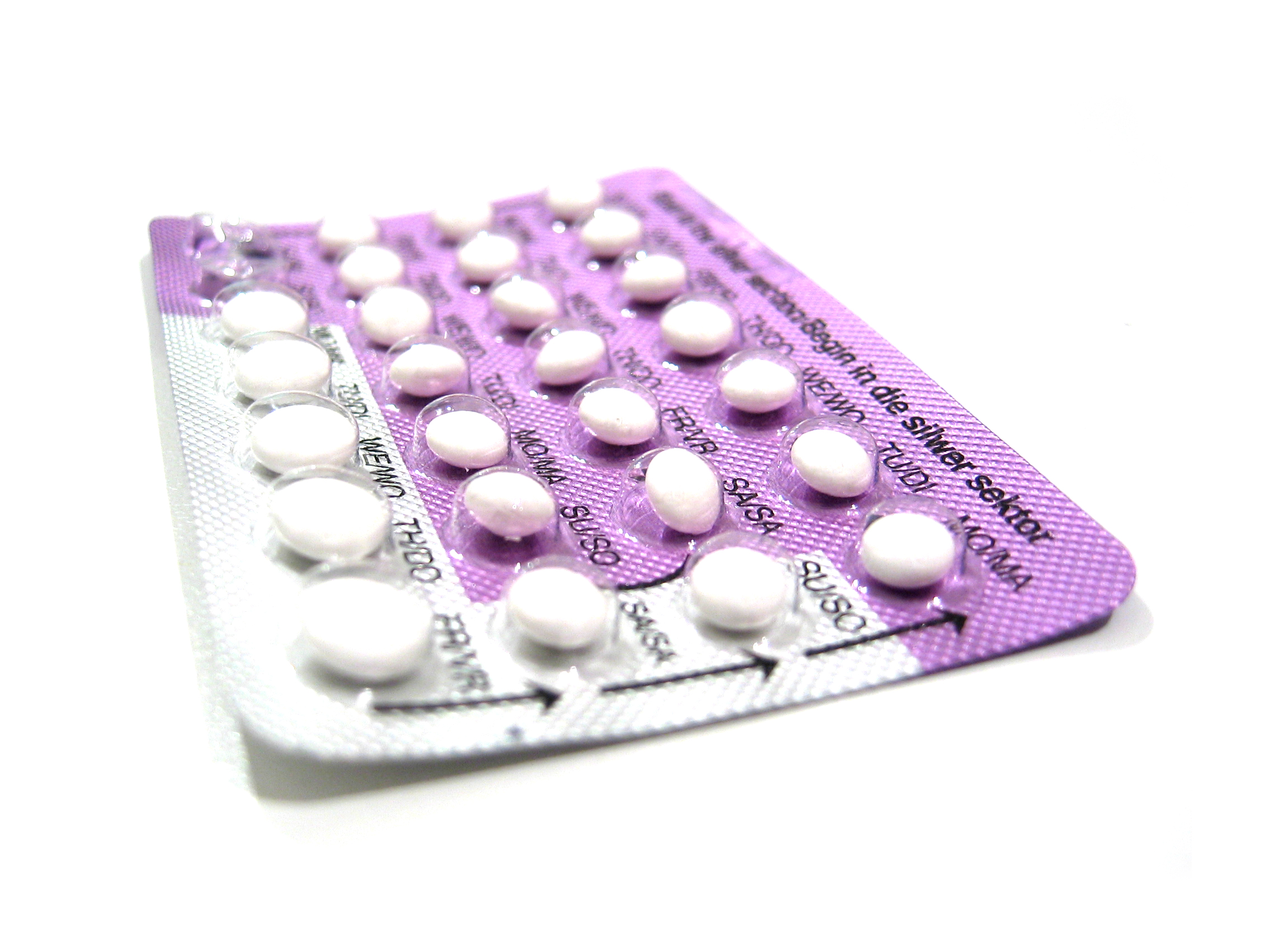
Die Antibabypille

- Antibabypille
- Antibabyspritze
- Diaphragma (Empfängnisverhütung)
- Dreimonatsspritze
- Etonogestrel-Implantat
- Femidom
- Gräfenberg-Ring
- Hormonpflaster
- Hormonspirale
- Intrauterinpessar
- Kondom
- Kupferkette
- Mikropille
- Minipille
- Pessar
- Pille danach
- Pille für den Mann
- Portiokappe
- Spermizid
- Verhütungsring
- Verhütungsschwamm

## Pornografie

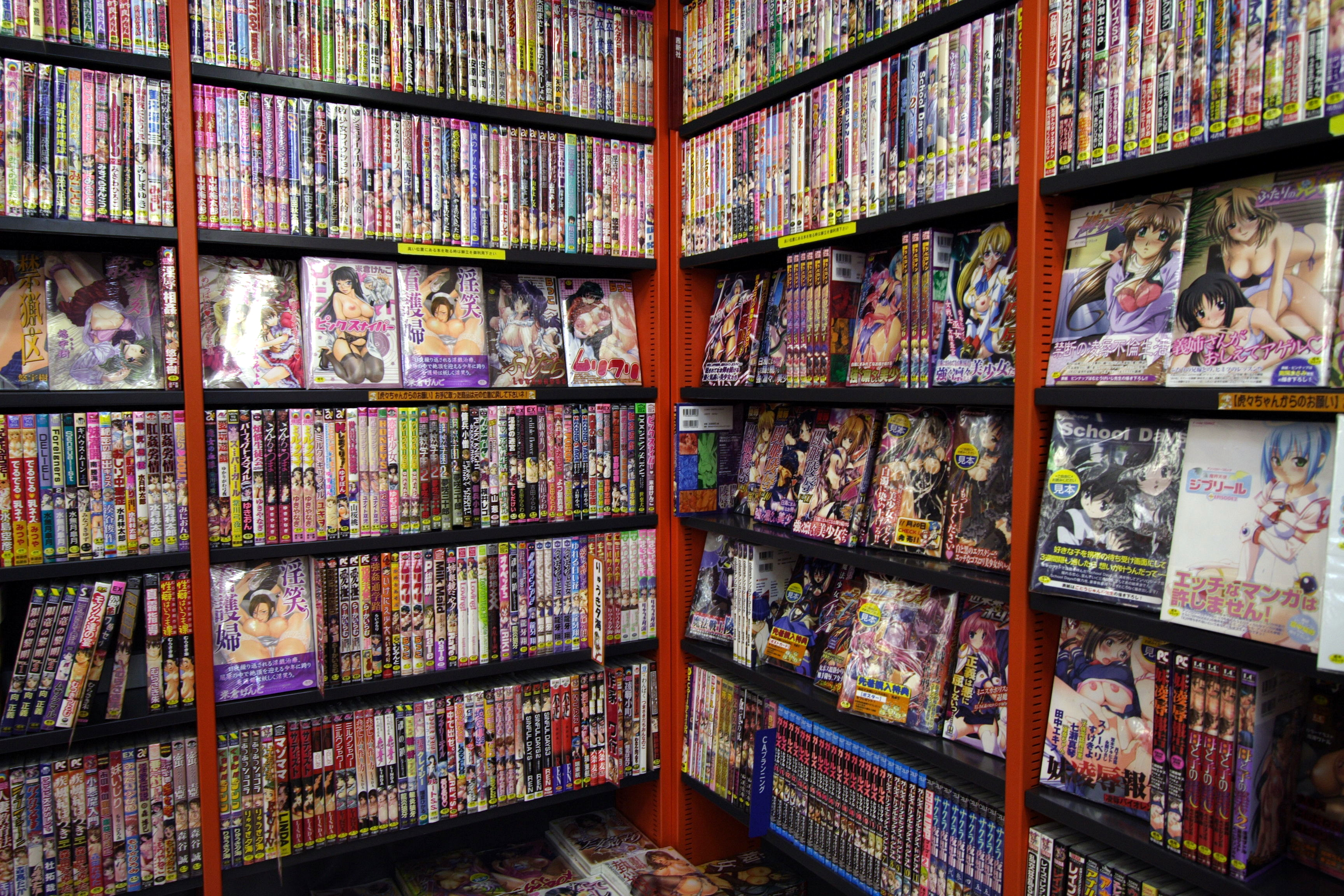
Hentai-Mangas

- Amateurpornografie, Pornos die von Amateuren erstellt und meist im Internet veröffentlicht werden.
- Alt porn, Abkürzung für alternative Pornografie bezeichnet eine Form der Pornografie, die sich bewusst von der üblichen „Mainstream“-Pornografie abgrenzen will.
- Creampie, Szenen die den Cumshot in einer Körperöffnung und das Herauslaufen des Spermas zeigen
- Gonzo, Pornofilme ohne Handlung, die nur aus Sexszenen bestehen.
- Erogē, japanische Video- oder Computerspiele mit erotischem und pornografischem Inhalt.
- Etchi, Anime und Manga mit sexuellen Anspielungen
- Feministische Pornografie, eine Bewegung des sex-positiven Feminismus, die stereotype Muster und Genderrollen in der Pornografie durchbrechen will.

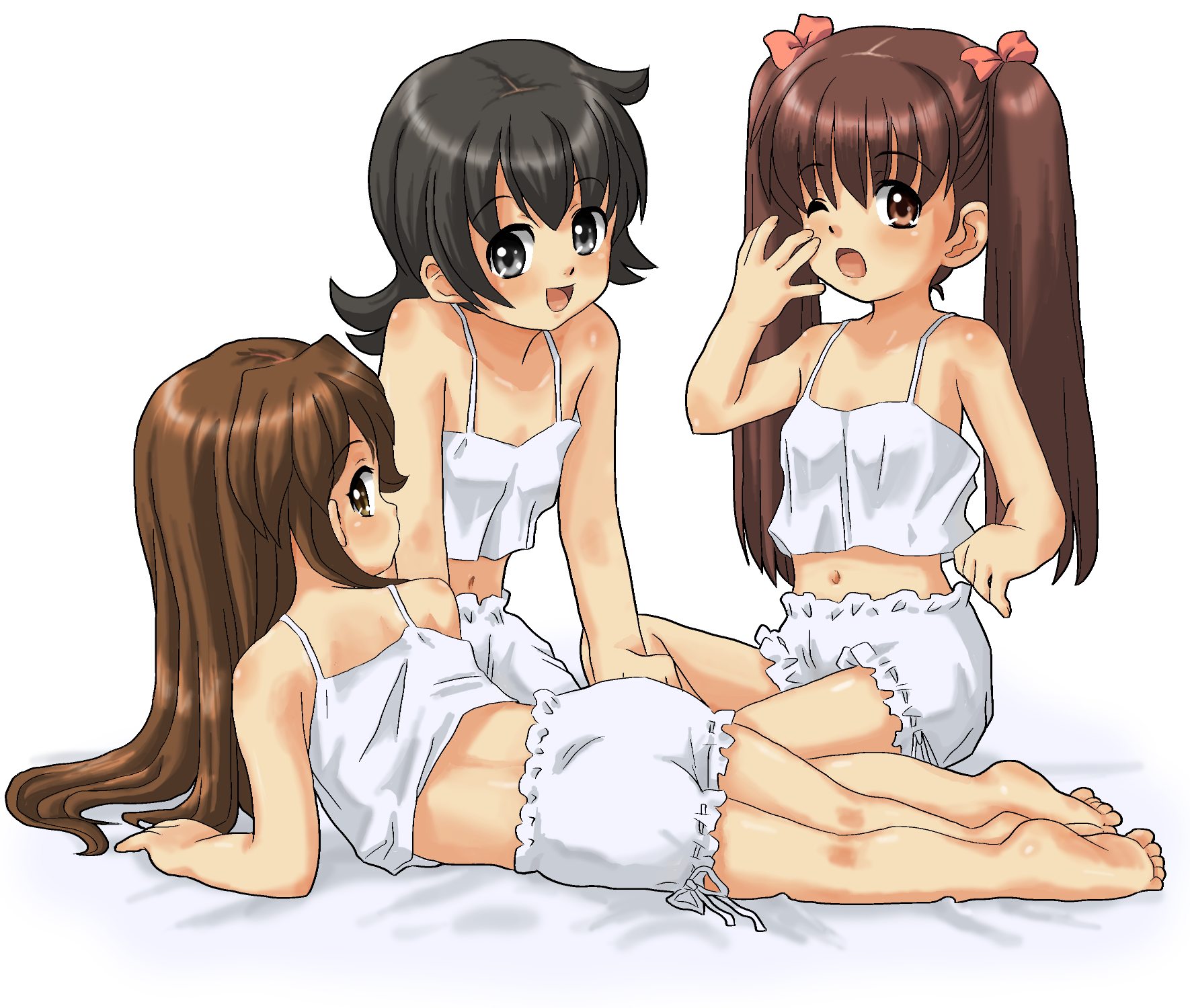
Lolicon-Darstellung

- Futanari, Bezeichnung eines pornographischen Genres von Computerspielen, Comics und Animationen, in denen Figuren, zugleich ausgestattet mit Vulva und Penis, als Akteure auftreten.
- Hardcore-Porno, explizite Darstellung sexueller Aktivitäten verstanden, wobei die Geschlechtsorgane während des Geschlechtsverkehrs in aller Offenheit dargestellt werden.
- Hentai, pornografische Anime und Manga
- Gokkun, Gattung japanischer Pornofilme, bei denen eine Frau große Mengen an Sperma konsumiert.

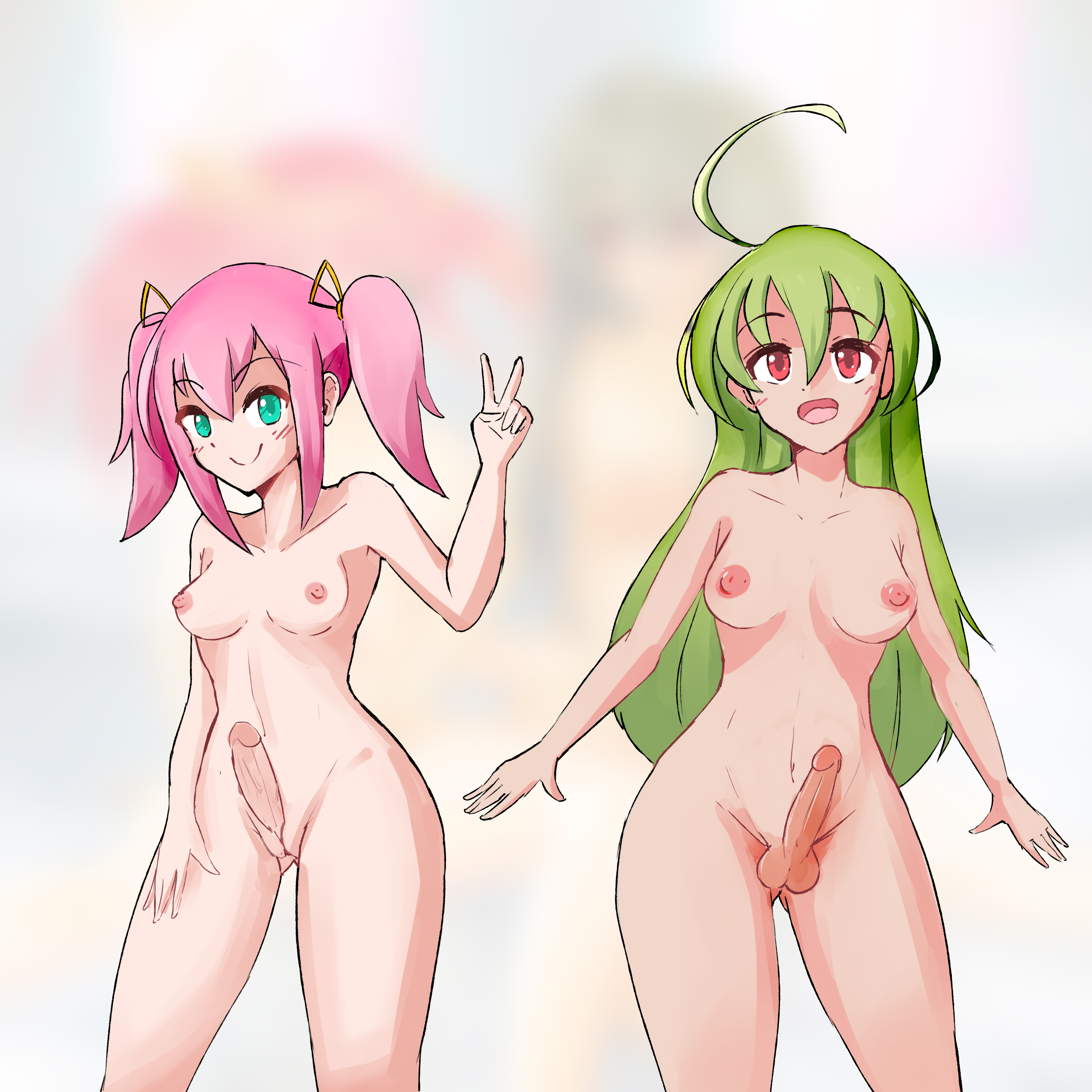
Beispielillustration für zwei Futanari-Varianten

- Interactive Pornography, veröffentlichte Filme, in denen der Zuschauer per Fernbedienung, Maus oder Tastatur in die Handlung eingreifen kann.
- Kinderpornografie, pornografisches Material von Minderjährigen.
- Lolicon, in Japan sowohl eindeutig sexuelle Darstellungen fiktiver minderjähriger Mädchen mit einem anscheinenden Alter von 8 bis 13 Jahren als auch die sexuelle Fixierung darauf bezeichnet, obwohl das in der Handlung angegebene Alter weit darüberliegen kann.
- Pornodarsteller, Person, die Sexualpraktiken für interessierte fremde Betrachter zeigt.
- Porno-Parodie, Parodie in Form eines Pornofilms.

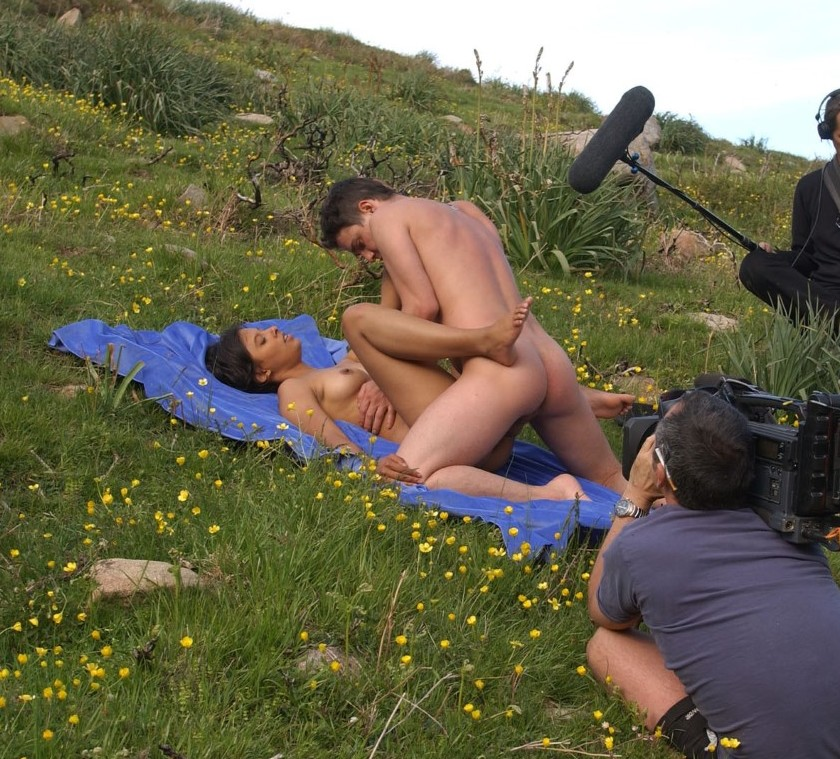
Darsteller beim Dreh eines Harcore-Pornofilms

- Pornowebsite, Webseite für Pornografie
- Racheporno, pornografisches oder nacktes Material einer Person im Rahmen eines Racheaktes.
- Rape Fantasy, hier wird eine Vergewaltigung einer Frau oder eines Mannes gespielt.
- Slash Fiction, pornografische Geschichten über bekannte fiktive Figuren, normalerweise Serien- oder Filmfiguren. Häufig werden homosexuelle Handlungen beschrieben.
- Shotacon, in Japan die Fixierung auf niedliche minderjährige Jungen, bezeichnet eine Person mit einer solchen Fixierung oder auch Werke, die sich an jene Personen richten. Außerhalb von Japan ist Shotacon als eine allgemeinere Bezeichnung für japanische Werke, insbesondere Manga und Anime, etabliert, in denen Jungen in suggestiver oder erotischer Weise dargestellt werden, die sich kurz vor oder nach dem Eintritt der Pubertät befinden. Mit einbezogen werden aber auch ältere Figuren, die ein sehr junges Aussehen (Neotenie) besitzen.

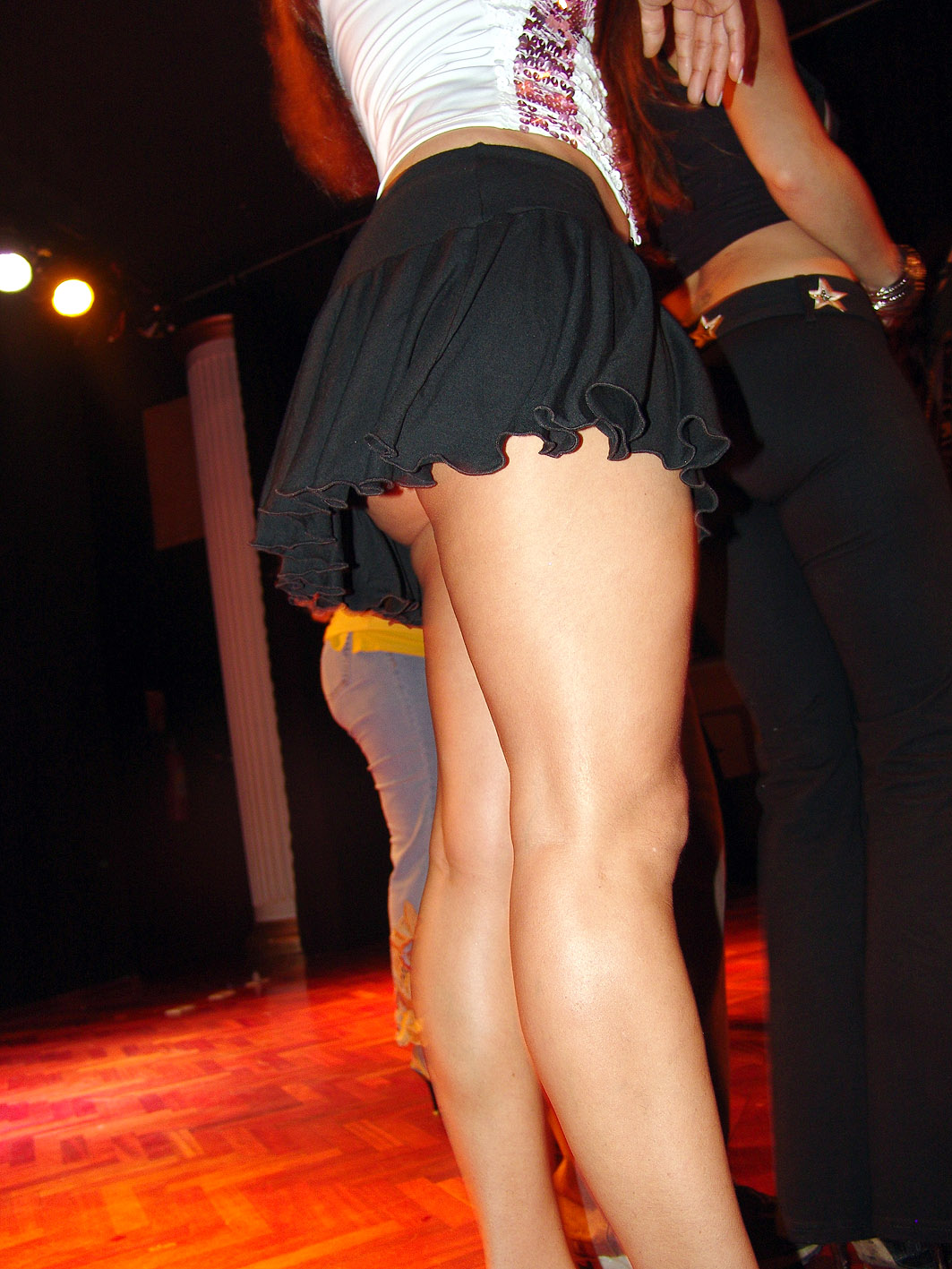
Beispielhaftes Upskirt-Bild

- Softporno, im Vergleich zur Hardcore-Pornografie harmloser mit wenig harter und direkter Sexualdarstellung.
- Teen, Hardcore-Sex, in denen die Akteure möglichst jung und unschuldig dargestellt werden.
- Tierpornografie, pornografische Darstellung von sexuellen Handlungen zwischen Menschen und Tieren.
- Upskirt, Ausdruck für ein voyeuristisches Foto, das einer Frau unter den Rock (engl. „skirt“) blickt.

Weitere Einteilungen nach Medium oder Technologie sind z. B. VR-Porno, 3D-Porno, Erotische Fotografie, Erotische Kunst, Erotische Literatur, Erotikvideospiel, Porno-Magazin, Compilation-Video oder Cartoon-Porno.

## ProstitutionundSexindustrie

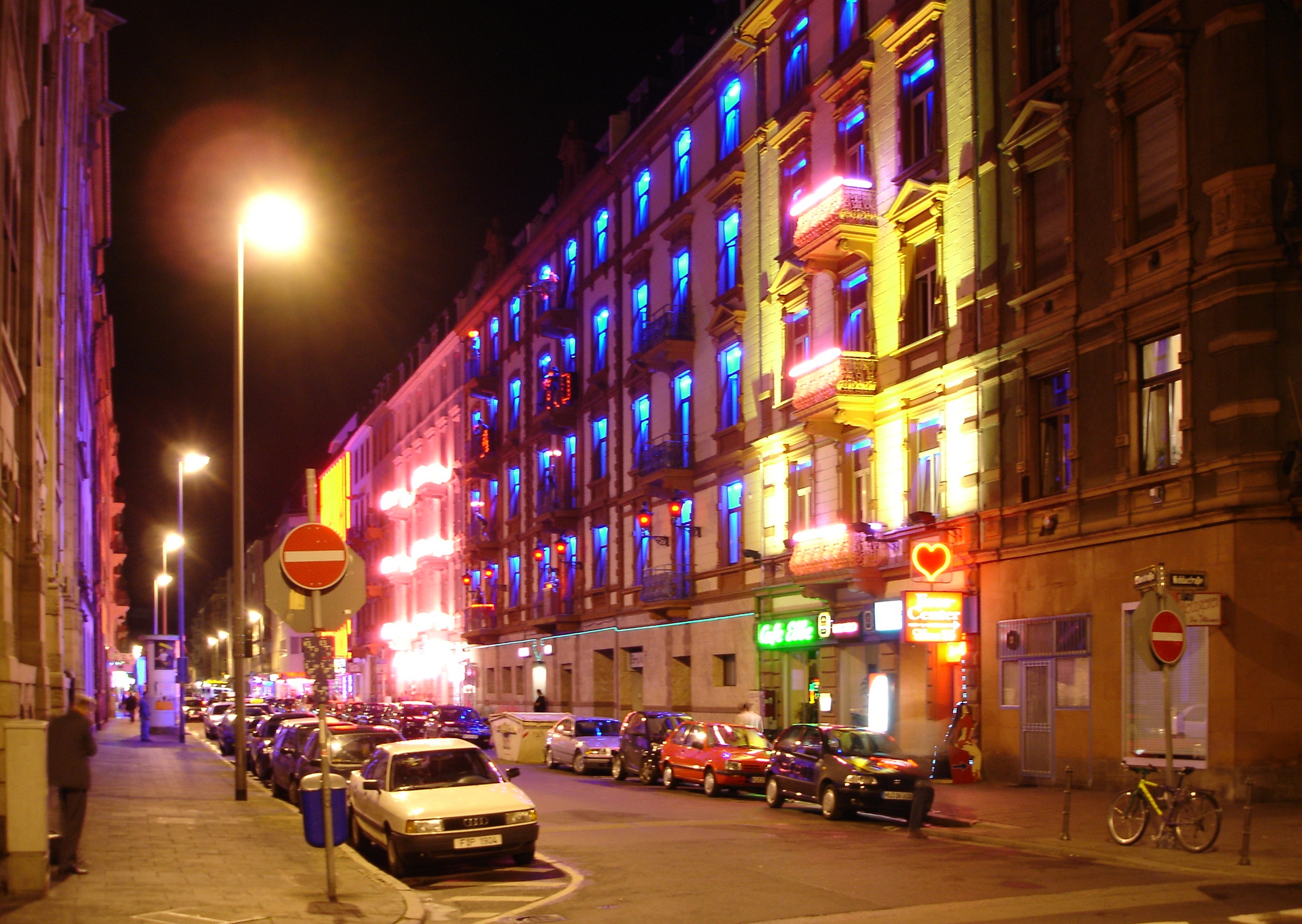
Das Rotlichtviertel von Frankfurt am Main bei Nacht

- Abstecke, bezeichnet einen Geldbetrag, den ein Zuhälter an einen anderen Zuhälter als Ausgleichszahlung leisten muss, wenn eine seinem Geschäftskreislauf zuzurechnende Prostituierte zu einem anderen Zuhälter wechselt. Die Höhe der Abstecke orientiert sich hierbei an der geschätzten Höhe des Einnahmeverlustes des vorherigen Zuhälters durch Abgabe der ökonomischen Kontrolle über die Prostituierte an einen anderen Zuhälter.
- Abolitionismus (Prostitution), bezeichnet in der Geschichte der Frauenbewegung eine soziale Bewegung, die auf die Abschaffung der staatlich kontrollierten Prostitution hinarbeitete.
- Bordell oder Freudenhaus, Bezeichnung für ein Gebäude oder Teil eines Gebäudes, in dem Frauen, Männer oder Transsexuelle sexuelle Dienstleistungen anbieten und ggf. ausüben.
- Bockschein, umgangssprachlicher Ausdruck für das amtsärztliche Gesundheitszeugnis, das Personen mit häufig wechselndem Geschlechtsverkehr (frühere amtsdeutsche Bezeichnung für Prostituierte) vielerorts bis etwa zum Jahr 2000 in Deutschland regelmäßig vorweisen mussten.
- Begleitagentur (oft auch Escort-Agentur genannt) vermittelt Frauen oder Männer (sog. Escorts), die gegen Honorar für eine vereinbarte Zeit ihre Gesellschaft bieten.
- Beischlafdiebstahl, Diebstahl im zeitlichen und sachlichen Zusammenhang mit Geschlechtsverkehr Der Begriff Beischlafdiebstahl ist kein juristischer Begriff und deshalb auch nicht im Strafgesetzbuch zu finden.
- Beschaffungsprostitution, Prostitution, die der Finanzierung des Drogenkonsums der oder des Prostituierten dient.
- Domina (BDSM), Frauen, die gegen Entgelt sadistische und dominante Praktiken (vgl. Femdom) anbieten.

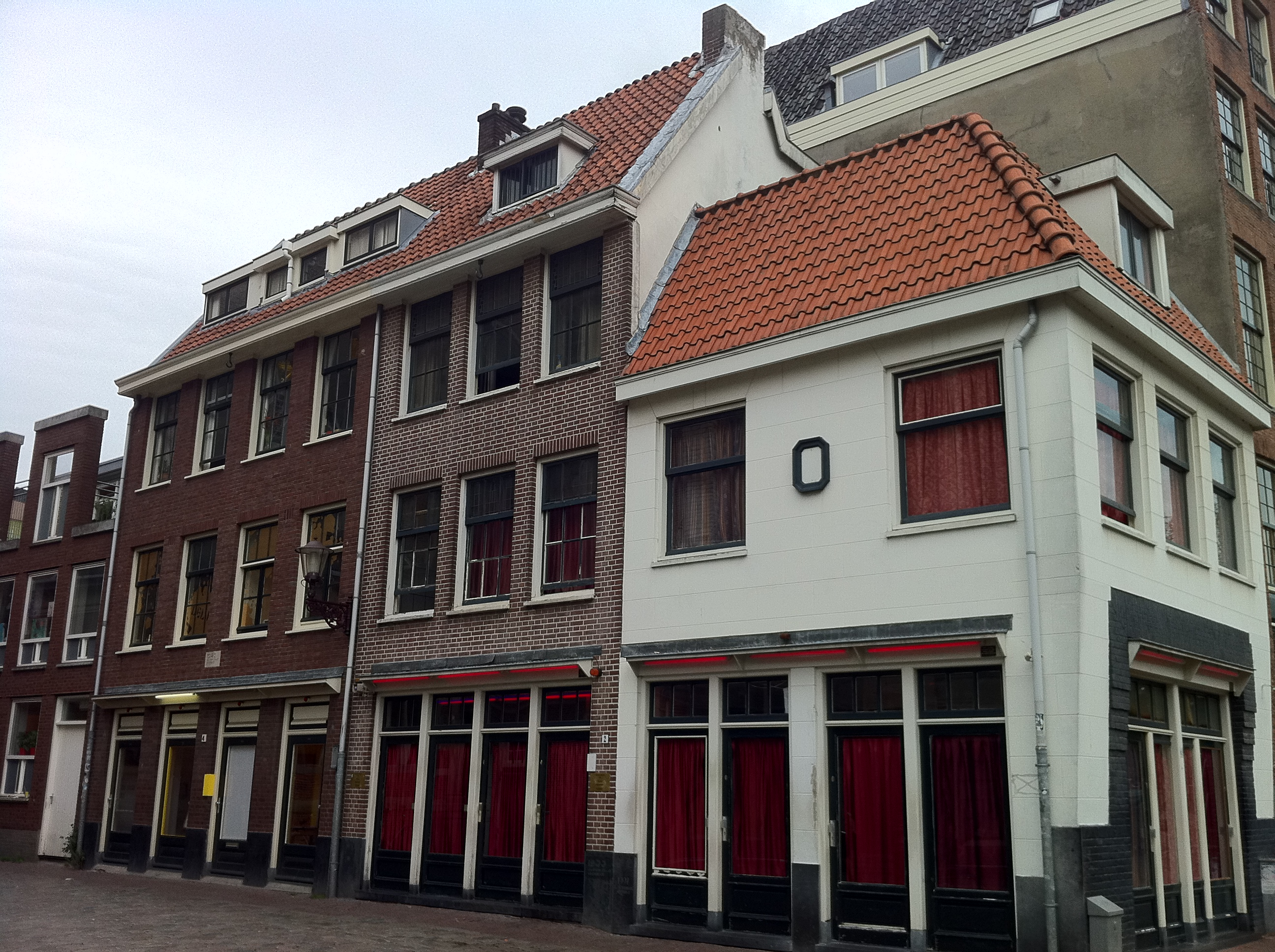
Häuser mit Koberfenstern im Amsterdamer Rotlichtbezirk Walletjes

- Häuser mit Koberfenstern im Amsterdamer Rotlichtbezirk WalletjesDirne, bezeichnet im moderneren deutschen Sprachgebrauch eine Prostituierte, verkürzt aus dem älteren Wort „Lustdirne“.
- Enjokōsai, Phänomen in Japan, bei dem sich (oft minderjährige) Oberschülerinnen von wohlhabenden, oft weit älteren Männern aushalten lassen. Der Übergang zur Prostitution ist fließend.
- Falle schieben, bedeutet in der Prostitution, dass einem Freier der Geschlechtsverkehr durch die Prostituierte lediglich vorgetäuscht wird, es kommt zu keiner Penetration.
- Gastprostitution, bezeichnet nach heutigen Vorstellungen die im Mittelalter in Europa und Asien übliche Sitte, aus Gastfreundschaft dem Besucher die Tochter oder Ehefrau mit ins Bett zu geben.
- Gelegenheitsprostitution, nicht gewerbsmäßige, sondern die nebenerwerbliche oder spontan aus bestimmten Situationen entstehende männliche oder weibliche Prostitution.
- Gigolo, bezeichnet man einen Eintänzer, einen männlichen Escort-Service (Gentleman Host, siehe auch männliche Prostitution) oder einen Mann, der eine in der Regel sexuell geprägte längerfristige Beziehung mit einer deutlich älteren Frau hat und von dieser finanziell unterstützt wird.
- Hetäre, weibliche Prostituierte im Altertum.
- Hure, gemeingermanische, oft abwertende Bezeichnung für eine Prostituierte
- Kabinensex, Form weiblicher Prostitution in Wien und anderen österreichischen Städten, wo sich in den letzten Jahren spezielle Lokalitäten als Alternative zu herkömmlichen Bordellen etabliert haben, die auf schnelle und preislich niedrig angesetzte Prostitution ausgelegt sind.
- Koberer, ist ein Türsteher oder Portier, der Kunden von der Straße zum Besuch auffordert.
- Kobern (Prostitution), bezeichnet das Ausschau halten nach Freiern durch eine Prostituierte
- Koberfenster, Schaufenster von Bordellen, in denen sich die Prostituierten anbieten. Illustration einer typischen Straßenprostitution-Szene

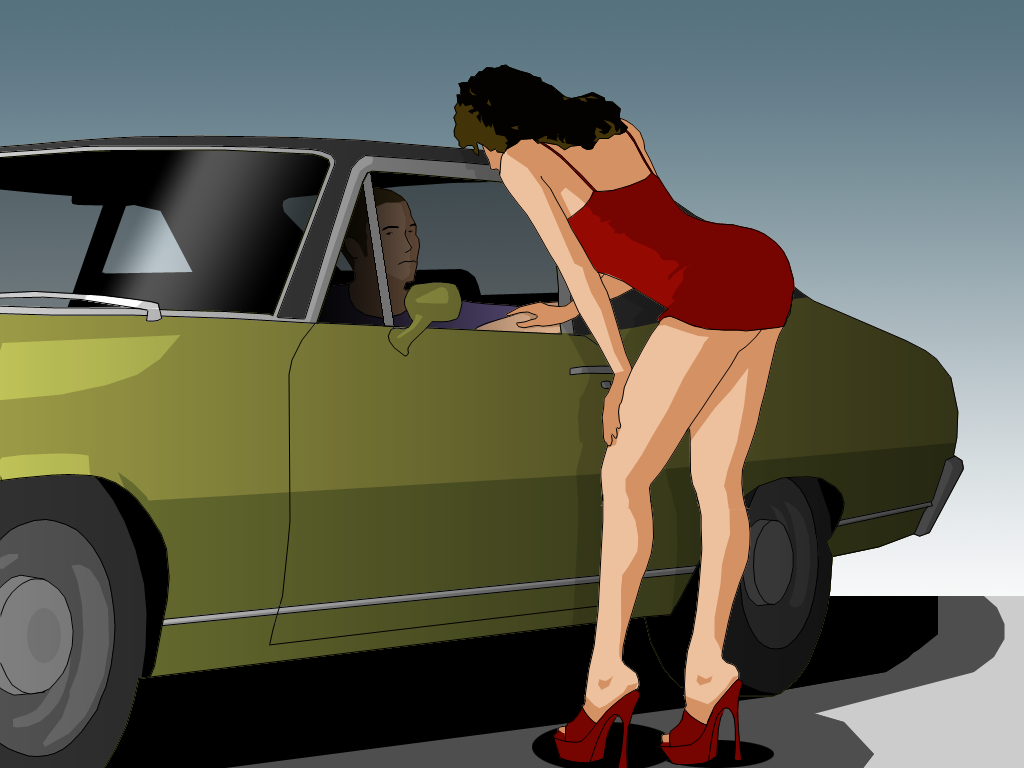
Illustration einer typischen Straßenprostitution-Szene

- Kondompflicht, verpflichtet zur Verwendung von Kondomen beim Geschlechtsverkehr in der Sexarbeit als Schutz vor HIV und anderen sexuell übertragbaren Krankheiten (STI).
- Kunde (Prostitution), eine Person, die für sexuelle Dienstleistungen bezahlt.
- Kinderprostitution, Einbeziehen von Minderjährigen gegen eine Vergütung in sexuelle Aktivitäten oder Handlungen
- Lapdance, erotischen Tanzes, bei dem aufreizend gekleidete Frauen und Männer zwischen den Beinen oder auf dem Schoß von Gästen tanzen.
- Laufhaus, Bordell, in dem Prostituierte ein Zimmer angemietet haben.
- Love Hotel, besondere Art des Stundenhotels in Japan und gleichzeitig ein wichtiges Element der modernen japanischen Alltagskultur.
- Lovemobil, mobile Bordelle, meist in Form von Wohnwagen oder Wohnmobilen„Promotion-Girl“

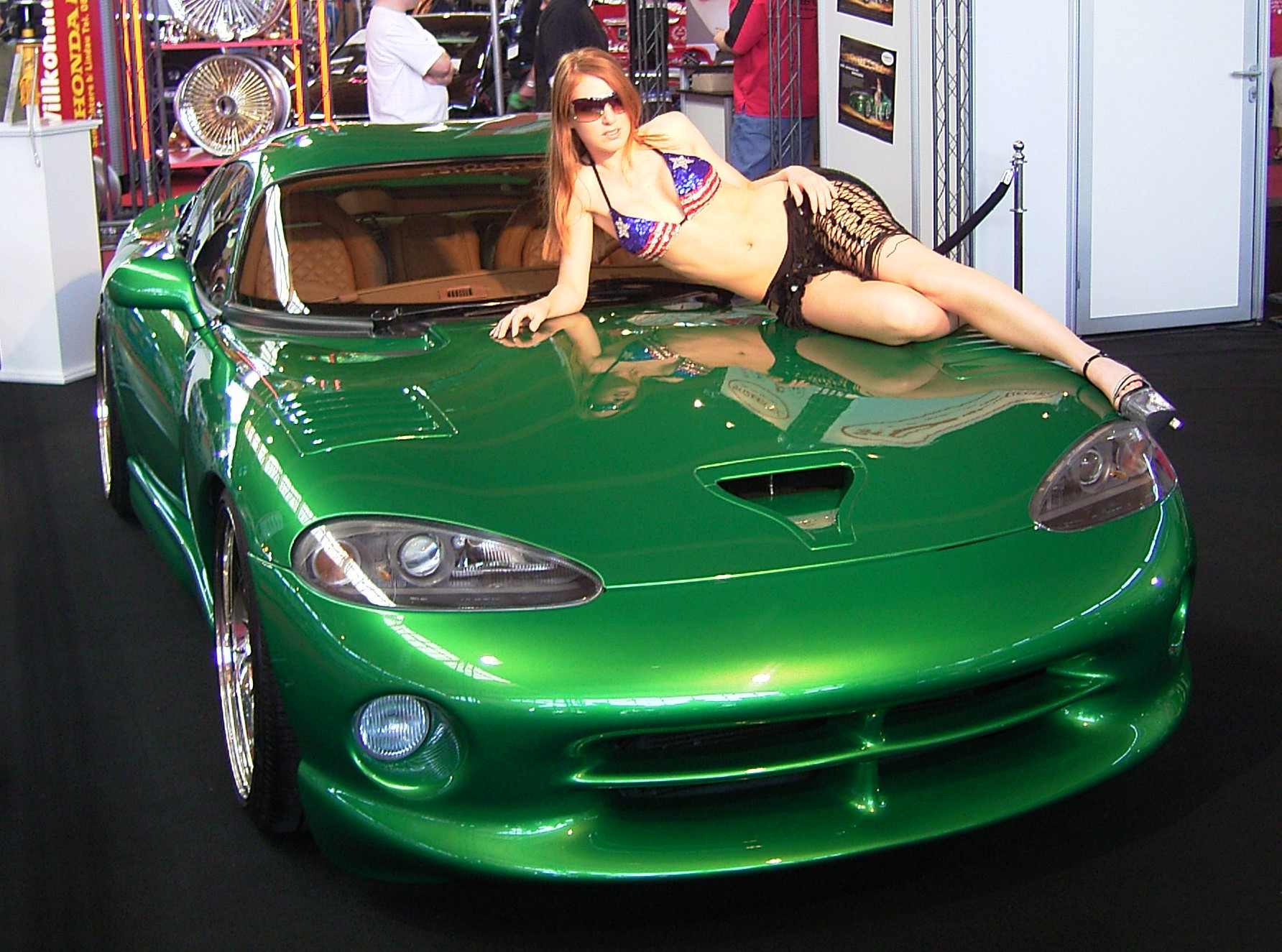
„Promotion-Girl“

- Männliche Prostitution, die Ausübung sexueller Handlungen durch einen Mann gegen Entgelt
- Öffentliche Prostitution, Prostitution, die im öffentlichen Raum stattfindet. Andere Namen sind Straßenprostitution, Straßen- oder Autostrich.
- Oiran, ab ca. 1770 in Edo, dem heutigen Tokio, die gebräuchliche Bezeichnung für höherrangige Prostituierte im lizenzierten Bordellviertel Yoshiwara
- Punke, veralteter und nur im Raum Bremen gebrauchter Begriff für eine Prostituierte
- Militärprostitution, Prostitution im Kontext mit dem Militärwesen in Friedenszeiten und im Krieg.
- Nordisches Modell, Modell in der Prostitutionsbekämpfung, wo die Kunden der Prostituierten (Freier) bestraft werden.Raum mit rundem Bett und Liebesschaukel

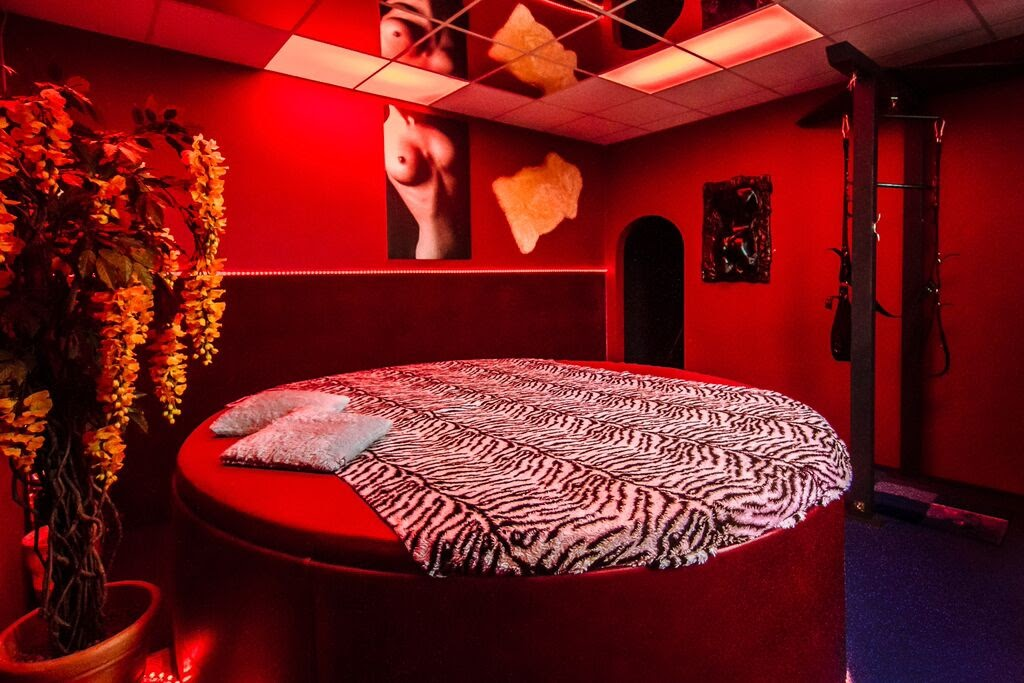
Raum mit rundem Bett und Liebesschaukel

- Nutte, Synonym für das Wort Prostituierte
- Onsen-Geisha, Geisha, die nicht in die Tradition von den bekanntesten Geishas in den Städten Kyōto, Tokio und Osaka fallen, sondern vor allem in den vorstädtischen Badeorten tätig sind. Onsen-Geisha werden oft mit Prostituierten gleichgesetzt, obwohl dies nicht der Wahrheit entspricht.
- Prostituiertenschutzgesetz, Gesetz über den Schutz von Prostituierten.
- Prostitutionsgesetz, Gesetz über die Regelung von Prostitution in einem Land.
- Prostitutionssteuer, geklärt in der Vergnügungssteuer.
- Prostitutionsvertrag, Dienstleistungsvertrag über das Erbringen einer sexuellen Handlung
- Poussierer, männliche Person, die der Tätigkeit des Anwerbens von Frauen für die Prostitution unter Vorspiegelung eines Liebesverhältnises nachgeht.

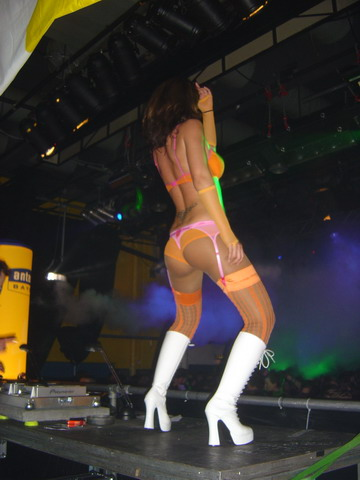
Tänzerin im Nachtclub auf der Bühne

- Tänzerin im Nachtclub auf der BühneRotlicht (Prostitution), Synonym für Prostitution und damit zusammenhängende Sachverhalte wie Rotlichtmilieu, Rotlichtviertel, Rotlichtaffäre und andere.
- Rotlichtmilieu, eine soziale Umgebung, ein Milieu, das im Umfeld des sexorientierten Gewerbes, etwa der Prostitution, anzutreffen ist und oft seinen Schwerpunkt in einem Rotlichtviertel hat.
- Schandlohn, Entgelt, das für Geschlechtsverkehr und andere Sexualleistungen im Rahmen der Prostitution bezahlt wird. In Deutschland wurden dafür früher die Begriffe Dirnenlohn oder Hurenlohn verwendet.
- Sexshop, Einzelhandelsgeschäft, das Sexspielzeug, Reizwäsche, pornografische Magazine und Filme sowie Verhütungsmittel verkauft.
- Sex sells, bringt zum Ausdruck, dass sich ein Produkt besser verkauft, wenn es in einem Kontext dargestellt wird, der sexuelle Inhalte präsentiert. Typische Beispiele sind leicht bekleidete Frauen in der Werbung für Autos oder Motorräder, die als Blickfang dienen, oder das Girlspotting in Fernsehshows (siehe auch Gender-Marketing).
- Sexkino, Kino, welches überwiegend oder ausschließlich Filme pornografischen Inhalts zeigt.
- Surrogatpartnerschaft, speziell tätige Sexarbeiter bezeichnet, die als Sexualbegleiter im therapeutischen Kontext sexuelle Handlungen vornehmen.
- Sugar-Daddy, Männer, die eine in der Regel sexuell geprägte längerfristige Beziehung zu deutlich jüngeren Partnerinnen oder Partnern unterhalten, die dafür eine materielle Gegenleistung erhalten.
- Striptease, erotische Entkleidung

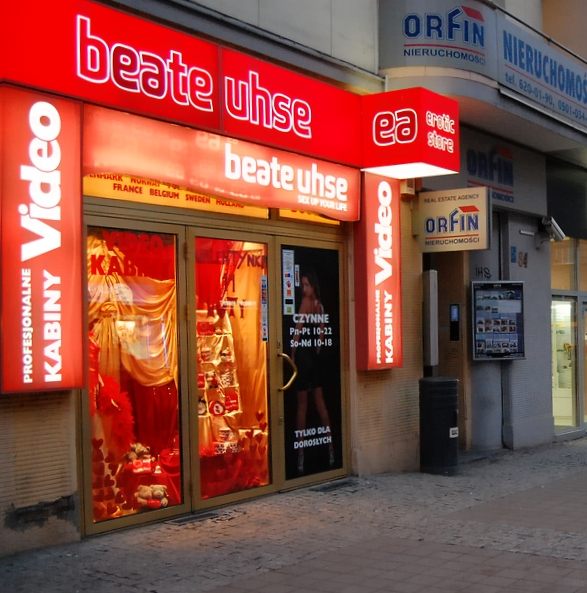
Sexshop mit Videokabinen (polnisch Video Kabiny) der Beate Uhse AG in Gdynia in Polen.

- Sexshop mit Videokabinen (polnisch Video Kabiny) der Beate Uhse AG in Gdynia in Polen.Strip-Poker, Variante des Kartenspiels Poker, bei der als Wetteinsatz eigene Kleidungsstücke in dem Sinne als Wert dargeboten werden, dass bei Spielverlust das eingesetzte Kleidungsstück vor allen Mitspielern abgelegt werden muss.
- Swingerclub, ein Club, in dem sich Swinger treffen.
- Soapland, in Japan spezielle Bordelle, in denen Männer von weiblichen Prostituierten gebadet werden oder mit diesen zusammen baden.
- Stundenhotel, Hotel, dessen Zimmer auch stundenweise mietbar sind und häufig von Liebespaaren oder Prostituierten zur Ausübung von Geschlechtsverkehr genutzt werden.
- Sperrbezirk, Gebiet, in dem die Prostitution ausnahmsweise verboten ist. Grund ist häufig der Jugendschutz.
- Peepshow, Theater, in dem die zahlenden und fast durchweg männlichen Besucher eine Person betrachten können, die ihren nackten Körper in explizit sexuellen Posen zur Schau stellt.
- Poledance, erotischer Tanz an der Stange.
- Tabledance, eine in Nachtclubs etablierte Form des erotischen Tanzes, bei der aufreizend gekleidete Frauen oder Männer auf einer Bühne oder einer Theke auftreten, oft ausgestattet mit einer senkrecht verlaufenden sogenannten Poledancestange als Requisit.
- Terekura, telefonbasierte Partnervermittlungen, die in Japan entstanden ist, um das Verbot der Prostitution zu umgehen.

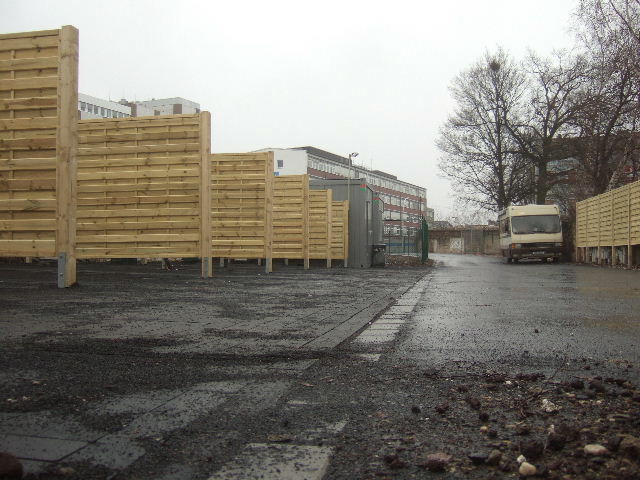
Verrichtungsboxen in Bonn

- Verrichtungsboxen in BonnTempelprostitution, eine im Altertum vor allem in Indien, Ägypten, Babylonien (Ištar-Kult), Lydien, Numidien und auf Zypern vermutete Form des kultischen Geschlechtsverkehrs von Priesterinnen oder Tempeldienerinnen, meist einer Gottheit der sexuellen Liebe
- Trostfrauen, Begriff für Mädchen und Frauen, die für die japanischen Kriegsbordelle des Zweiten Weltkrieges zwangsprostituiert wurden.
- Videokabine, eine von innen verschließbare Einzelkabine, in der die Nutzer nach dem Einwurf von Münzen auf Fernsehbildschirmen verschiedene „Sexfilme“ oder Pornofilme abrufen und während der bezahlten Nutzungsdauer beliebig zwischen verschiedenen Filmen wechseln können.
- Verrichtungsbox, abgeschirmte Parkplätze, die einer Garage ähneln und Prostituierten die Möglichkeit bieten, ihre Kunden („Freier“) zu bedienen
- Zuhälterei, Ausbeutung einer Person, die der Prostitution nachgeht, und die gewerbsmäßige Förderung der Prostitution. Zuhälterei ist in vielen Ländern strafbar.
- Zwangsprostitution, die illegale Praxis, Menschen zur Arbeit als Prostituierte zu zwingen. Davon betroffen sind überwiegend Frauen und Kinder. Zwangsprostitution tritt in der Regel im Zusammenhang mit Menschenhandel zum Präferenzen und der sexuellen Ausbeutung auf.

## Sexualkriminalität- und recht
- Sexueller Missbrauch von Schutzbefohlenen (§ 174)
- Sexueller Missbrauch von Gefangenen, behördlich Verwahrten oder Kranken und Hilfsbedürftigen in Einrichtungen (§ 174a)
- Sexueller Missbrauch unter Ausnutzung einer Amtsstellung (§ 174b)
- Sexueller Missbrauch unter Ausnutzung eines Beratungs-, Behandlungs- oder Betreuungsverhältnisses (§ 174c)
- Sexueller Missbrauch von Kindern (§ 176)
  - Schwerer sexueller Missbrauch von Kindern (Q) (§ 176a)
  - Sexueller Missbrauch von Kindern mit Todesfolge (Q) (§ 176b)
- Sexueller Übergriff; Sexuelle Nötigung; Vergewaltigung (§ 177) die
  - Sexueller Übergriff, sexuelle Nötigung und Vergewaltigung mit Todesfolge (Q) (§ 178)
- Sexueller Missbrauch widerstandsunfähiger Personen (§ 179); seit 10. November 2016 außer Kraft, die Taten unterfallen jetzt § 177
- Förderung sexueller Handlungen Minderjähriger: Kuppelei (§ 180)
- Ausbeutung von Prostituierten (§ 180a)
- Zuhälterei (§ 181a)
- Sexueller Missbrauch von Jugendlichen (§ 182)
- Exhibitionistische Handlungen (§ 183)
- Erregung öffentlichen Ärgernisses (§ 183a)
- Verbreitung pornographischer Schriften (§ 184)
- Verbreitung gewalt- oder tierpornographischer Schriften (§ 184a)
- Verbreitung, Erwerb und Besitz kinderpornographischer Schriften (§ 184b)
- Verbreitung, Erwerb und Besitz jugendpornographischer Schriften (§ 184c)
- Veranstaltung und Besuch kinder- und jugendpornographischer Darbietungen (§ 184e)
- Ausübung der verbotenen Prostitution (§ 184f)
- Jugendgefährdende Prostitution (§ 184g)
- Sexuelle Belästigung (§ 184i)
- Straftaten aus Gruppen (§ 184j)
- § 175

## Sexualwissenschaft und gesellschaftliche Aufarbeitung
- Dissexualität, sozial dysfunktionales sexuelles Verhalten. Es sind damit Handlungen gemeint, die die Integrität und Individualität eines anderen Menschen durch einen sexuellen Übergriff direkt verletzen.
- Frühsexualisierung, politischer Kampfbegriff zur Diffamierung „frühkindlicher Sexualaufklärung“
- Sexualethik und Sexualmoral, Teilbereich der Angewandten Ethik, der sich mit dem Geschlechtsleben des Menschen und dessen Beurteilung beschäftigt.
- Sexualtherapie, soll bei Schwierigkeiten mit dem Sexualleben oder bei krankheitswertigen Störungen helfen, die sich im Sexualverhalten und/oder im sexuellen Erleben äußern.
- Sexualreform, politische und erzieherische Bemühungen zur Überwindung oder Veränderung einer überkommenen, als repressiv empfundenen Sexualmoral.
- Sexualpädagogik, pädagogische Arbeit, die sich mit Fragen zu Liebe, Gefühlen, Fortpflanzung, körperlicher Entwicklung, männlichem und weiblichem Körper, Erotik und allen Formen der Sexualität, sexueller Lust, Selbstbefriedigung sowie zum Erwachsenwerden beschäftigt.
- Sexuelle Aufklärung, Weitergabe von Informationen über Sexualität an Kinder, Jugendliche oder Erwachsene, die in eine zum jeweiligen Zeitpunkt als hinreichend empfundene Sicht auf die Sexualität des Menschen mündet.
- Sexualwissenschaft, ein Fachgebiet, das sich hauptsächlich mit der Sexualität des Menschen befasst.
- Sexuelle Revolution, historischer Wandel der öffentlichen Sexualmoral im Sinne einer Enttabuisierung sexueller Themen, einer zunehmenden Toleranz und Akzeptanz von sexuellen Bedürfnissen der Geschlechter sowie ihrer sexuellen Orientierungen, unabhängig von einer institutionell oder religiös legitimierten Form.
- Sexualkundeunterricht, schulische Auseinandersetzung mit Sexualität.
- Sexuelle Verwahrlosung, ein von der gesellschaftlichen Norm abweichendes sexuelles Verhalten
- Sexualisierung, Fokussierung oder Hervorhebung der Sexualität innerhalb eines umfassenderen Zusammenhangs
- Sexualhygiene, Lehre von den gesundheitlichen Aspekten der menschlichen Sexualität, von der Erhaltung und Festigung der Gesundheit und der Verhütung sexuell übertragbarer Krankheiten, in einem engeren Sinne die Hygiene der männlichen und weiblichen Geschlechtsorgane, die auch als Genitalhygiene oder Intimhygiene bezeichnet wird, wobei Letztere häufig mit Intimpflege verwechselt wird, die keinesfalls ausreicht, um sexuell übertragbare Krankheiten zu verhindern oder zu behandeln.
- Gender Studies, die Wissenschaft von Geschlechtern
- Psychosexualität, von Sigmund Freud geprägter Begriff, der zu vermitteln versucht, dass sich das Trieberleben – neben den körperlichen Empfindungen von Erregung, Erektion und Eruption – zu einem wesentlichen Teil im psychischen Raum abspielt. Ausgehend von der infantilen Sexualität und ihrer Domestizierung durch den Ödipuskonflikt und die Triangulierung, postuliert die Psychoanalyse die Psychosexualität als komplexes Spiel zwischen Natur und Kultur, zwischen Lust und Realität, zwischen Erleben und Handeln, zwischen Sehnsucht und Triebabfuhr.